# ملخ
ملخ‌ها گروهی از حشره‌ها هستند که به راستهٔ ملخی‌ها تعلق دارند. آن‌ها از جملهٔ کهن‌ترین گروه‌های زندهٔ حشرات گیاه‌خوار جونده به‌شمار می‌آیند که قدمتشان به تریاس پیشین، حدود ۲۵۰ میلیون سال پیش بازمی‌گردد.
ملخ‌ها معمولاً حشراتی ساکن زمین‌اند که پاهای عقبی نیرومندی دارند و این به آن‌ها امکان می‌دهد با جهش‌های پرقدرت از خطر بگریزند. پاهای جلویی کوتاه‌ترند و برای گرفتن غذا به‌کار می‌روند. چون آن‌ها دگردیسی ناقص دارند، دچار همه‌دگردیسی نمی‌شوند؛ از تخم به صورت نیمف یا «هاپر» خارج می‌شوند و طی پنج بار پوست‌اندازی به‌تدریج شبیه حشرهٔ بالغ می‌شوند. شنوایی ملخ از طریق اندام تیمپانال صورت می‌گیرد که در نخستین بند شکم و متصل به سینه قرار دارد؛ در حالی که بینایی آن‌ها از طریق چشم‌های مرکب است و تغییر شدت نور را با چشم‌های ساده (اوسلی) درک می‌کنند. در تراکم‌های بالای جمعیتی و تحت شرایط محیطی خاص، برخی گونه‌های ملخ می‌توانند رنگ و رفتار خود را تغییر دهند و به صورت دسته‌های بزرگ درآیند. در این حالت به آن‌ها ملخ آفت گفته می‌شود.
ملخ‌ها گیاه‌خوارند و برخی گونه‌ها گاه به آفات جدی غلات، سبزیجات و چراگاه‌ها بدل می‌شوند، به‌ویژه زمانی که به شکل میلیون‌ها ملخ در دسته‌های عظیم ظاهر شوند و محصولات را در گستره‌های وسیع نابود کنند. آن‌ها با استتار خود را از شکارگری پنهان می‌کنند؛ و زمانی که کشف شوند، بسیاری از گونه‌ها می‌کوشند با پرتاب ناگهانی بال‌های درخشان در حین جهش و (در صورت بالغ بودن) پرواز کوتاه، شکارچی را بترسانند. گونه‌های دیگر مانند ملخ رنگین‌کمانی دارای رنگ هشدار هستند که شکارچیان را بازمی‌دارد. ملخ‌ها از انگل‌ها و بیماری‌های گوناگون آسیب می‌بینند و بسیاری از شکارچیان هم از نیمف‌ها و هم از بالغ‌ها تغذیه می‌کنند. تخم‌های آن‌ها نیز در معرض حملهٔ انگل‌واره‌ها و شکارچیان است. ملخ‌ها حشراتی روزفعال‌اند، یعنی بیشتر در طول روز فعال هستند.
ملخ‌ها رابطه‌ای دیرینه با انسان داشته‌اند. دسته‌های ملخ می‌توانند پیامدهای ویرانگر داشته باشند و موجب قحطی شوند، چنان‌که از زمان کتاب مقدس چنین بوده است. حتی در شمار کمتر نیز می‌توانند آفتی جدی باشند. در کشورهایی مانند مکزیک و اندونزی از آن‌ها به‌عنوان غذا استفاده می‌شود. ملخ‌ها در هنر، نمادگرایی و ادبیات نیز حضور دارند. مطالعهٔ گونه‌های ملخ را ملخ‌شناسی می‌نامند.

## تبارزایی
ملخ‌ها به زیرراستهٔ ملخان تعلق دارند. هرچند «ملخ» به‌طور عمومی برای اشاره به کل این زیرراسته به‌کار رفته است، منابع جدیدتر کاربرد آن را به خانواده‌های «پیشرفته‌تر» محدود می‌کنند. آن‌ها را می‌توان در فروراستهٔ ملخ‌واران قرار داد و در متون قدیمی‌تر از آن‌ها با عنوان «ملخ‌های شاخک‌کوتاه» یاد شده است تا آن‌ها را از اصطلاح منسوخ «ملخ‌های شاخک‌بلند» (که اکنون جیرجیرک‌های بیشه یا کِتی‌دید نامیده می‌شوند) با شاخک‌های بسیار بلندترشان متمایز کنند. درخت تبارزایی ملخان، بر پایهٔ آران‌ای ریبوزومی میتوکندری ۳۲ تاکسون در شش فراخانواده از هفت فراخانوادهٔ موجود، به‌صورت یک تبارشاخه‌نما نشان داده شده است. شمشیرک‌داران، ملخان، و همهٔ فراخانواده‌های ملخ‌ها به‌جز «ملخ‌های وزغی» تک‌تبار به‌نظر می‌رسند.
|  | ملخ‌های شکم‌باد                                             |
|  |                                                           |
|  | \| \| گوهرملخان \| \| \| \| \| \| کج‌صورت‌واران \| \| \| \| |
|  |                                                           |
|  | گوهرملخان                                                 |
|  |                                                           |
|  | کج‌صورت‌واران                                               |
|  |                                                           |

|  | گوهرملخان   |
|  |             |
|  | کج‌صورت‌واران |
|  |             |

|  | ملخ‌های شکم‌باد                                             |
|  |                                                           |
|  | \| \| گوهرملخان \| \| \| \| \| \| کج‌صورت‌واران \| \| \| \| |
|  |                                                           |
|  | گوهرملخان                                                 |
|  |                                                           |
|  | کج‌صورت‌واران                                               |
|  |                                                           |

|  | گوهرملخان   |
|  |             |
|  | کج‌صورت‌واران |
|  |             |

|  | ملخ‌های شکم‌باد                                             |
|  |                                                           |
|  | \| \| گوهرملخان \| \| \| \| \| \| کج‌صورت‌واران \| \| \| \| |
|  |                                                           |
|  | گوهرملخان                                                 |
|  |                                                           |
|  | کج‌صورت‌واران                                               |
|  |                                                           |

|  | گوهرملخان   |
|  |             |
|  | کج‌صورت‌واران |
|  |             |

|  | ملخ‌های شکم‌باد                                             |
|  |                                                           |
|  | \| \| گوهرملخان \| \| \| \| \| \| کج‌صورت‌واران \| \| \| \| |
|  |                                                           |
|  | گوهرملخان                                                 |
|  |                                                           |
|  | کج‌صورت‌واران                                               |
|  |                                                           |

|  | گوهرملخان   |
|  |             |
|  | کج‌صورت‌واران |
|  |             |

|  | ملخ‌های شکم‌باد                                             |
|  |                                                           |
|  | \| \| گوهرملخان \| \| \| \| \| \| کج‌صورت‌واران \| \| \| \| |
|  |                                                           |
|  | گوهرملخان                                                 |
|  |                                                           |
|  | کج‌صورت‌واران                                               |
|  |                                                           |

|  | گوهرملخان   |
|  |             |
|  | کج‌صورت‌واران |
|  |             |

|  | ملخ‌های شکم‌باد                                             |
|  |                                                           |
|  | \| \| گوهرملخان \| \| \| \| \| \| کج‌صورت‌واران \| \| \| \| |
|  |                                                           |
|  | گوهرملخان                                                 |
|  |                                                           |
|  | کج‌صورت‌واران                                               |
|  |                                                           |

|  | گوهرملخان   |
|  |             |
|  | کج‌صورت‌واران |
|  |             |

|  | ملخ‌های شکم‌باد                                             |
|  |                                                           |
|  | \| \| گوهرملخان \| \| \| \| \| \| کج‌صورت‌واران \| \| \| \| |
|  |                                                           |
|  | گوهرملخان                                                 |
|  |                                                           |
|  | کج‌صورت‌واران                                               |
|  |                                                           |

|  | گوهرملخان   |
|  |             |
|  | کج‌صورت‌واران |
|  |             |

|  | ملخ‌های شکم‌باد                                             |
|  |                                                           |
|  | \| \| گوهرملخان \| \| \| \| \| \| کج‌صورت‌واران \| \| \| \| |
|  |                                                           |
|  | گوهرملخان                                                 |
|  |                                                           |
|  | کج‌صورت‌واران                                               |
|  |                                                           |

|  | گوهرملخان   |
|  |             |
|  | کج‌صورت‌واران |
|  |             |

|  | ملخ‌های شکم‌باد                                             |
|  |                                                           |
|  | \| \| گوهرملخان \| \| \| \| \| \| کج‌صورت‌واران \| \| \| \| |
|  |                                                           |
|  | گوهرملخان                                                 |
|  |                                                           |
|  | کج‌صورت‌واران                                               |
|  |                                                           |

|  | گوهرملخان   |
|  |             |
|  | کج‌صورت‌واران |
|  |             |

|  | ملخ‌های شکم‌باد                                             |
|  |                                                           |
|  | \| \| گوهرملخان \| \| \| \| \| \| کج‌صورت‌واران \| \| \| \| |
|  |                                                           |
|  | گوهرملخان                                                 |
|  |                                                           |
|  | کج‌صورت‌واران                                               |
|  |                                                           |

|  | گوهرملخان   |
|  |             |
|  | کج‌صورت‌واران |
|  |             |

|  | ملخ‌های شکم‌باد                                             |
|  |                                                           |
|  | \| \| گوهرملخان \| \| \| \| \| \| کج‌صورت‌واران \| \| \| \| |
|  |                                                           |
|  | گوهرملخان                                                 |
|  |                                                           |
|  | کج‌صورت‌واران                                               |
|  |                                                           |

|  | گوهرملخان   |
|  |             |
|  | کج‌صورت‌واران |
|  |             |

|  | ملخ‌های شکم‌باد                                             |
|  |                                                           |
|  | \| \| گوهرملخان \| \| \| \| \| \| کج‌صورت‌واران \| \| \| \| |
|  |                                                           |
|  | گوهرملخان                                                 |
|  |                                                           |
|  | کج‌صورت‌واران                                               |
|  |                                                           |

|  | گوهرملخان   |
|  |             |
|  | کج‌صورت‌واران |
|  |             |

|  | ملخ‌های شکم‌باد                                             |
|  |                                                           |
|  | \| \| گوهرملخان \| \| \| \| \| \| کج‌صورت‌واران \| \| \| \| |
|  |                                                           |
|  | گوهرملخان                                                 |
|  |                                                           |
|  | کج‌صورت‌واران                                               |
|  |                                                           |

|  | گوهرملخان   |
|  |             |
|  | کج‌صورت‌واران |
|  |             |

|  | ملخ‌های شکم‌باد                                             |
|  |                                                           |
|  | \| \| گوهرملخان \| \| \| \| \| \| کج‌صورت‌واران \| \| \| \| |
|  |                                                           |
|  | گوهرملخان                                                 |
|  |                                                           |
|  | کج‌صورت‌واران                                               |
|  |                                                           |

|  | گوهرملخان   |
|  |             |
|  | کج‌صورت‌واران |
|  |             |

|  | ملخ‌های شکم‌باد                                             |
|  |                                                           |
|  | \| \| گوهرملخان \| \| \| \| \| \| کج‌صورت‌واران \| \| \| \| |
|  |                                                           |
|  | گوهرملخان                                                 |
|  |                                                           |
|  | کج‌صورت‌واران                                               |
|  |                                                           |

|  | گوهرملخان   |
|  |             |
|  | کج‌صورت‌واران |
|  |             |

|  | ملخ‌های شکم‌باد                                             |
|  |                                                           |
|  | \| \| گوهرملخان \| \| \| \| \| \| کج‌صورت‌واران \| \| \| \| |
|  |                                                           |
|  | گوهرملخان                                                 |
|  |                                                           |
|  | کج‌صورت‌واران                                               |
|  |                                                           |

|  | گوهرملخان   |
|  |             |
|  | کج‌صورت‌واران |
|  |             |

|  | ملخ‌های شکم‌باد                                             |
|  |                                                           |
|  | \| \| گوهرملخان \| \| \| \| \| \| کج‌صورت‌واران \| \| \| \| |
|  |                                                           |
|  | گوهرملخان                                                 |
|  |                                                           |
|  | کج‌صورت‌واران                                               |
|  |                                                           |

|  | گوهرملخان   |
|  |             |
|  | کج‌صورت‌واران |
|  |             |

|  | ملخ‌های شکم‌باد                                             |
|  |                                                           |
|  | \| \| گوهرملخان \| \| \| \| \| \| کج‌صورت‌واران \| \| \| \| |
|  |                                                           |
|  | گوهرملخان                                                 |
|  |                                                           |
|  | کج‌صورت‌واران                                               |
|  |                                                           |

|  | گوهرملخان   |
|  |             |
|  | کج‌صورت‌واران |
|  |             |

|  | ملخ‌های شکم‌باد                                             |
|  |                                                           |
|  | \| \| گوهرملخان \| \| \| \| \| \| کج‌صورت‌واران \| \| \| \| |
|  |                                                           |
|  | گوهرملخان                                                 |
|  |                                                           |
|  | کج‌صورت‌واران                                               |
|  |                                                           |

|  | گوهرملخان   |
|  |             |
|  | کج‌صورت‌واران |
|  |             |

|  | ملخ‌های شکم‌باد                                             |
|  |                                                           |
|  | \| \| گوهرملخان \| \| \| \| \| \| کج‌صورت‌واران \| \| \| \| |
|  |                                                           |
|  | گوهرملخان                                                 |
|  |                                                           |
|  | کج‌صورت‌واران                                               |
|  |                                                           |

|  | گوهرملخان   |
|  |             |
|  | کج‌صورت‌واران |
|  |             |

|  | ملخ‌های شکم‌باد                                             |
|  |                                                           |
|  | \| \| گوهرملخان \| \| \| \| \| \| کج‌صورت‌واران \| \| \| \| |
|  |                                                           |
|  | گوهرملخان                                                 |
|  |                                                           |
|  | کج‌صورت‌واران                                               |
|  |                                                           |

|  | گوهرملخان   |
|  |             |
|  | کج‌صورت‌واران |
|  |             |

|  | ملخ‌های شکم‌باد                                             |
|  |                                                           |
|  | \| \| گوهرملخان \| \| \| \| \| \| کج‌صورت‌واران \| \| \| \| |
|  |                                                           |
|  | گوهرملخان                                                 |
|  |                                                           |
|  | کج‌صورت‌واران                                               |
|  |                                                           |

|  | گوهرملخان   |
|  |             |
|  | کج‌صورت‌واران |
|  |             |

|  | ملخ‌های شکم‌باد                                             |
|  |                                                           |
|  | \| \| گوهرملخان \| \| \| \| \| \| کج‌صورت‌واران \| \| \| \| |
|  |                                                           |
|  | گوهرملخان                                                 |
|  |                                                           |
|  | کج‌صورت‌واران                                               |
|  |                                                           |

|  | گوهرملخان   |
|  |             |
|  | کج‌صورت‌واران |
|  |             |

|  | ملخ‌های شکم‌باد                                             |
|  |                                                           |
|  | \| \| گوهرملخان \| \| \| \| \| \| کج‌صورت‌واران \| \| \| \| |
|  |                                                           |
|  | گوهرملخان                                                 |
|  |                                                           |
|  | کج‌صورت‌واران                                               |
|  |                                                           |

|  | گوهرملخان   |
|  |             |
|  | کج‌صورت‌واران |
|  |             |

|  | ملخ‌های شکم‌باد                                             |
|  |                                                           |
|  | \| \| گوهرملخان \| \| \| \| \| \| کج‌صورت‌واران \| \| \| \| |
|  |                                                           |
|  | گوهرملخان                                                 |
|  |                                                           |
|  | کج‌صورت‌واران                                               |
|  |                                                           |

|  | گوهرملخان   |
|  |             |
|  | کج‌صورت‌واران |
|  |             |

|  | ملخ‌های شکم‌باد                                             |
|  |                                                           |
|  | \| \| گوهرملخان \| \| \| \| \| \| کج‌صورت‌واران \| \| \| \| |
|  |                                                           |
|  | گوهرملخان                                                 |
|  |                                                           |
|  | کج‌صورت‌واران                                               |
|  |                                                           |

|  | گوهرملخان   |
|  |             |
|  | کج‌صورت‌واران |
|  |             |

|  | ملخ‌های شکم‌باد                                             |
|  |                                                           |
|  | \| \| گوهرملخان \| \| \| \| \| \| کج‌صورت‌واران \| \| \| \| |
|  |                                                           |
|  | گوهرملخان                                                 |
|  |                                                           |
|  | کج‌صورت‌واران                                               |
|  |                                                           |

|  | گوهرملخان   |
|  |             |
|  | کج‌صورت‌واران |
|  |             |

|  | ملخ‌های شکم‌باد                                             |
|  |                                                           |
|  | \| \| گوهرملخان \| \| \| \| \| \| کج‌صورت‌واران \| \| \| \| |
|  |                                                           |
|  | گوهرملخان                                                 |
|  |                                                           |
|  | کج‌صورت‌واران                                               |
|  |                                                           |

|  | گوهرملخان   |
|  |             |
|  | کج‌صورت‌واران |
|  |             |

|  | ملخ‌های شکم‌باد                                             |
|  |                                                           |
|  | \| \| گوهرملخان \| \| \| \| \| \| کج‌صورت‌واران \| \| \| \| |
|  |                                                           |
|  | گوهرملخان                                                 |
|  |                                                           |
|  | کج‌صورت‌واران                                               |
|  |                                                           |

|  | گوهرملخان   |
|  |             |
|  | کج‌صورت‌واران |
|  |             |

|  | ملخ‌های شکم‌باد                                             |
|  |                                                           |
|  | \| \| گوهرملخان \| \| \| \| \| \| کج‌صورت‌واران \| \| \| \| |
|  |                                                           |
|  | گوهرملخان                                                 |
|  |                                                           |
|  | کج‌صورت‌واران                                               |
|  |                                                           |

|  | گوهرملخان   |
|  |             |
|  | کج‌صورت‌واران |
|  |             |

|  | ملخ‌های شکم‌باد                                             |
|  |                                                           |
|  | \| \| گوهرملخان \| \| \| \| \| \| کج‌صورت‌واران \| \| \| \| |
|  |                                                           |
|  | گوهرملخان                                                 |
|  |                                                           |
|  | کج‌صورت‌واران                                               |
|  |                                                           |

|  | گوهرملخان   |
|  |             |
|  | کج‌صورت‌واران |
|  |             |

|  | ملخ‌های شکم‌باد                                             |
|  |                                                           |
|  | \| \| گوهرملخان \| \| \| \| \| \| کج‌صورت‌واران \| \| \| \| |
|  |                                                           |
|  | گوهرملخان                                                 |
|  |                                                           |
|  | کج‌صورت‌واران                                               |
|  |                                                           |

|  | گوهرملخان   |
|  |             |
|  | کج‌صورت‌واران |
|  |             |

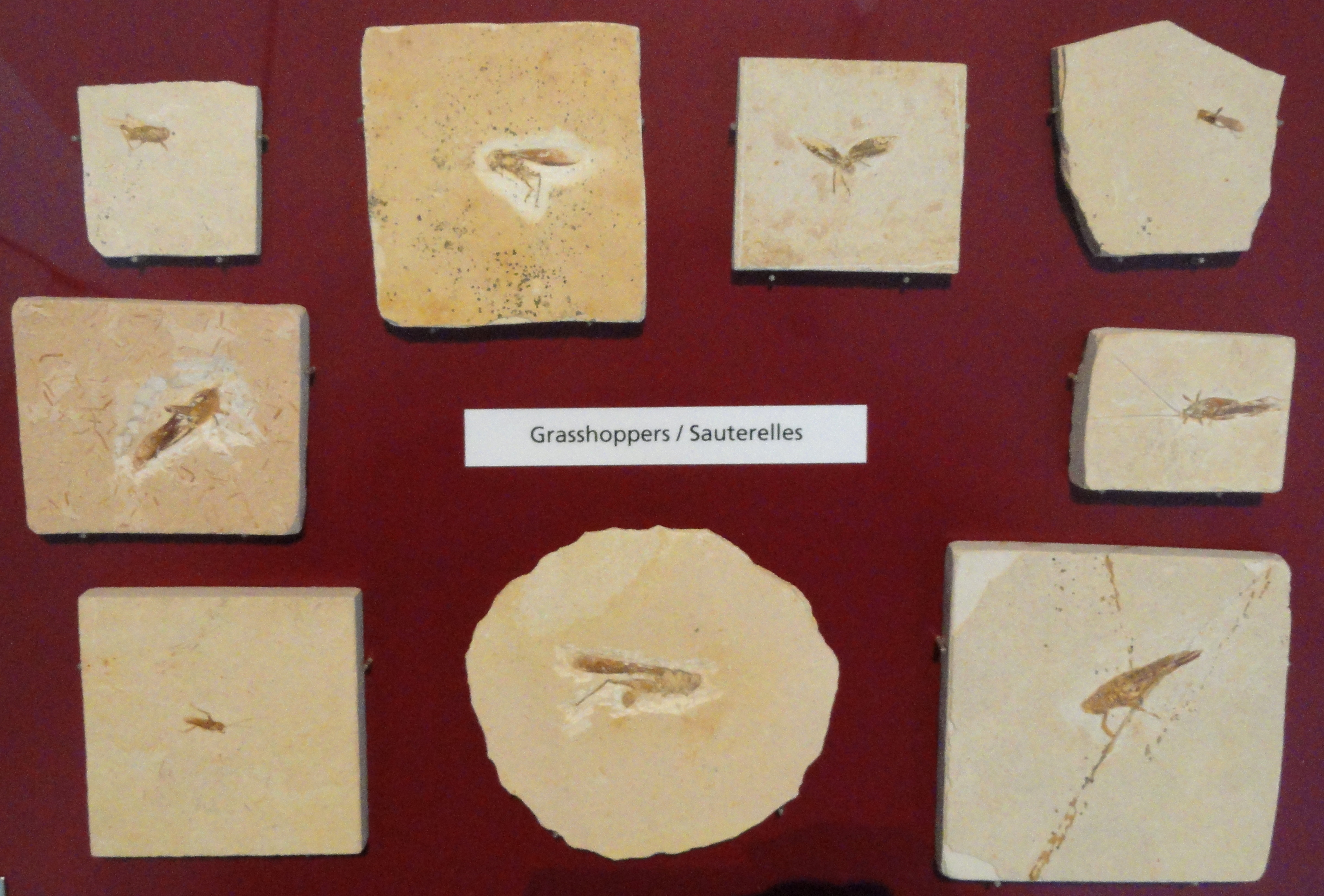
سنگوارهٔ ملخ‌ها در موزهٔ سلطنتی انتاریو

از نظر فرگشتی، جدایی میان ملخان و شمشیرک‌داران جدیدتر از رویداد انقراض پرمین–تریاس نیست؛ نخستین حشراتی که بی‌گمان از ملخان هستند، در خانواده‌های منقرض‌شدهٔ «ملخ‌سانان سنگواره‌ای» و «ملخ‌سانان باستانی» از تریاس پیشین یافت شده‌اند، حدود ۲۵۰ میلیون سال پیش. این گروه در طول تریاس تنوع یافت و از آن زمان تاکنون گیاه‌خواران مهمی باقی مانده‌اند. نخستین خانواده‌های مدرن مانند «ملخ‌های نو-چوبی»، «ملخکان» و «سه‌انگشتیان» در کرتاسه پدیدار شدند، هرچند برخی حشراتی که ممکن است به دو گروه اخیر تعلق داشته باشند در ژوراسیک پیشین یافت شده‌اند. رده‌بندی ریخت‌شناسی دشوار است زیرا بسیاری از تاکسون‌ها به‌سوی زیستگاه‌های مشابه همگرا شده‌اند؛ رده‌بندی‌های جدید بیشتر بر اندام‌های جنسی درونی، به‌ویژه در نرها تمرکز دارند. این اطلاعات از نمونه‌های فسیلی به‌دست نمی‌آید و رده‌بندی دیرینه‌شناسی اساساً بر رگ‌بندی بال‌های عقبی استوار است.
ملخان شامل حدود ۲۴۰۰ سردهٔ معتبر و تقریباً ۱۱۰۰۰ گونهٔ شناخته‌شده است. احتمالاً گونه‌های توصیف‌نشدهٔ بسیاری وجود دارد، به‌ویژه در جنگل‌های پهن‌برگ مرطوب حاره‌ای و جنب‌حاره‌ای. ملخان عمدتاً در نواحی گرمسیری پراکنش دارند و گونه‌های کمتری از نواحی معتدل شناخته شده‌اند، اما بیشتر فراخانواده‌ها نمایندگانی در سراسر جهان دارند. آن‌ها تقریباً منحصراً گیاه‌خوارند و احتمالاً کهن‌ترین گروه زندهٔ حشرات گیاه‌خوار جونده به‌شمار می‌آیند.
متنوع‌ترین فراخانواده کج‌صورت‌واران است، با حدود ۸۰۰۰ گونه. دو خانوادهٔ اصلی در آن «ملخ‌های حقیقی» (شامل ملخ‌ها و دسته‌ملخ‌ها) با پراکنش جهانی، و ملخ‌های دست‌وپاچلفتی هستند که عمدتاً در دنیای جدید یافت می‌شوند. خانواده‌های «اومکسه‌خیدها» و «تریستیریده‌ها» بومی آمریکای جنوبی‌اند و «لنتولیده‌ها»، «لیتی‌دیده‌ها» و «پامفاگیده‌ها» عمدتاً در آفریقا حضور دارند. خانوادهٔ «پائولینییده‌ها» شب‌فعال‌اند و می‌توانند روی آب شنا کنند یا سر بخورند، و «لنتولیده‌ها» بال ندارند. خانوادهٔ «پنوموریده‌ها» بومی آفریقا، به‌ویژه جنوب آفریقا هستند و نرهای آن‌ها با شکم‌های بادکرده‌شان شناخته می‌شوند.

## ویژگی‌ها

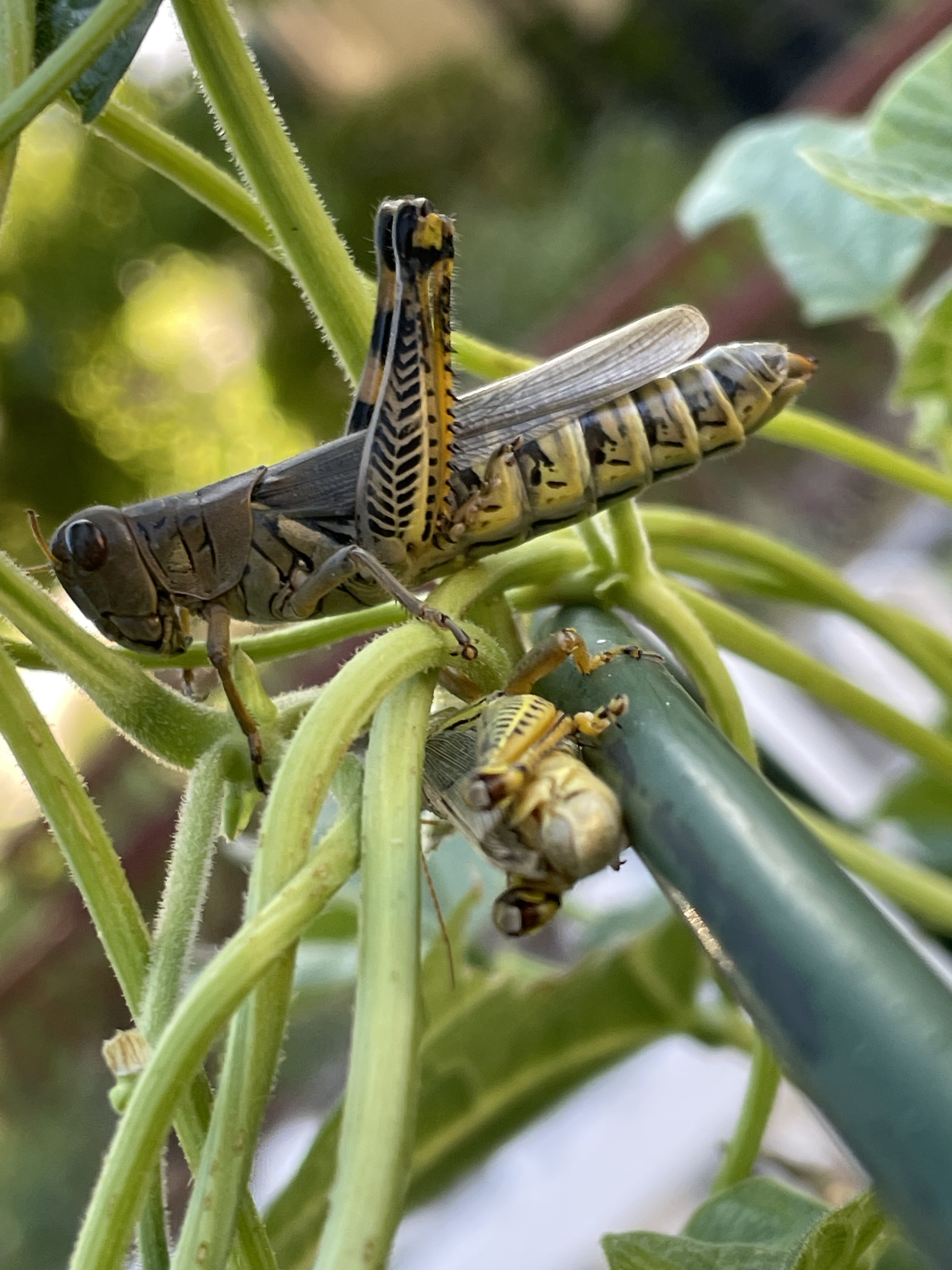
دو ملخ تمایزیافته، با خارهایی در امتداد درشت‌نی پاهای عقبی

ملخ‌ها طرح بدنی معمول حشرات را دارند: سر، سینه‌گاه و شکم. سر به‌صورت عمودی و با زاویه‌ای نسبت به بدن قرار گرفته و دهان در پایین آن است. سر دارای یک جفت بزرگ چشم مرکب است که دید همه‌جانبه می‌دهد، سه چشم ساده که تاریکی و روشنایی را تشخیص می‌دهند، و یک جفت شاخک رشته‌ای که به لمس و بویایی حساس هستند. آن‌ها دو پای عقبی نیرومند دارند که آن‌ها را برای فرار از شکارچیان به هوا پرتاب می‌کند. قطعات دهانی که رو به پایین‌اند برای جویدن تغییر یافته‌اند و دو پاگیره حسی در جلوی آرواره‌ها قرار دارند.
سینه‌گاه و شکم بندبند هستند و دارای پوستکی سخت از صفحات همپوشان ساخته‌شده از کیتین. سه بند به‌هم‌جوش‌خوردهٔ سینه‌گاه سه جفت پا و دو جفت بال را حمل می‌کنند. بال‌های جلویی که تگمینا نام دارند باریک و چرمی‌اند، در حالی که بال‌های عقبی بزرگ و غشایی هستند و رگبال‌ها استحکام آن‌ها را تأمین می‌کنند. پاها به چنگک‌هایی برای گرفتن ختم می‌شوند. پای عقبی به‌ویژه قدرتمند است. پاهای این گونه‌ها آن‌قدر نیرومندند که می‌توانند مسافت‌های نسبتاً طولانی را بپرند و از این توانایی برای فرار از خطر نیز استفاده می‌کنند. ران پا قطور است و چندین لبه دارد که سطوح مختلف را به هم می‌رسانند و در برخی گونه‌ها این لبه‌های داخلی دارای دندانه‌های جیرجیر هستند. لبهٔ پشتی ساق پا دارای دو ردیف خار و یک جفت سیخک بندبند نزدیک انتهای پایینی آن است. درون سینه‌گاه ماهیچه‌هایی قرار دارند که کنترل‌کنندهٔ بال‌ها و پاها هستند.

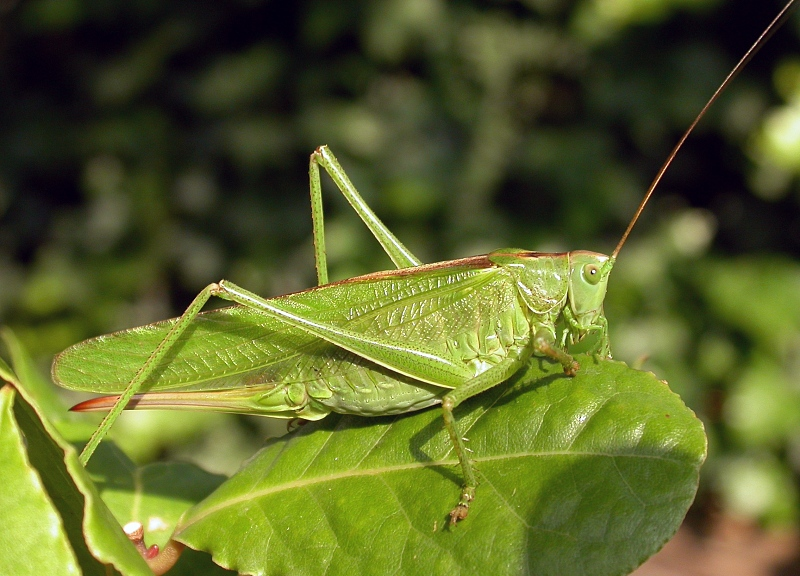
شمشیرک‌داران، مانند این جیرجیرک بزرگ بوته‌ای سبز از گروه جیرجیرک‌های بیشه، تا حدودی شبیه ملخ‌ها هستند اما بیش از ۲۰ بند در شاخک‌های خود و تخم‌ریزهای متفاوتی دارند.

شکم ملخ یازده‌بند دارد که نخستین بند آن به سینه‌گاه جوش خورده و اندام آواساز و دستگاه شنوایی را در خود جای می‌دهد. بندهای دوم تا هشتم حلقه‌ای‌شکل و به‌وسیلهٔ غشاهای انعطاف‌پذیر به هم متصل‌اند. بندهای نهم تا یازدهم کوچک‌تر شده‌اند؛ بند نهم یک جفت دُمیچه دارد و بندهای دهم و یازدهم اندام‌های تولیدمثل را دربر می‌گیرند. ماده‌ها معمولاً بزرگ‌تر از نرها هستند و تخم‌ریز کوتاهی دارند. نام زیرراستهٔ «ملخان» (Caelifera) از واژهٔ لاتین به‌معنای «دارای اسکنه» گرفته شده است که به شکل تخم‌ریز اشاره دارد.
اندام‌های شنوایی ملخ روی شکمش قرار دارند نه روی سرش. این اندام‌ها از یک جفت غشا تشکیل شده‌اند که هرکدام در دو سوی نخستین بند شکم و در زیر بال‌ها جای گرفته‌اند. این اندام‌ها که اندام تیمپانال نامیده می‌شوند همچون پرده‌گوش ساده‌ای هستند که در واکنش به امواج صوتی مرتعش می‌شوند و به ملخ امکان می‌دهند آواز دیگر ملخ‌ها را بشنود.
گونه‌هایی که صداهای شنیدنی تولید می‌کنند معمولاً این کار را با مالیدن ردیفی از دندانه‌ها بر ران پاهای عقبی به لبه‌های بال‌های جلویی (جیرجیرکردن) انجام می‌دهند. این صداها عمدتاً توسط نرها برای جلب ماده‌ها تولید می‌شوند، گرچه در برخی گونه‌ها ماده‌ها نیز جیرجیر می‌کنند.
ملخ‌ها ممکن است با جیرجیرک‌ها اشتباه گرفته شوند، اما در بسیاری از جنبه‌ها متفاوت‌اند؛ از جمله در تعداد بندهای شاخک، ساختار تخم‌ریز، جایگاه اندام تیمپانال و شیوهٔ تولید صدا. شمشیرک‌داران شاخک‌هایی دارند که می‌تواند بسیار بلندتر از بدن باشد و دست‌کم ۲۰ تا ۲۴ بند دارد، در حالی که ملخی‌ها شاخک‌هایی کوتاه‌تر و کلفت‌تر با بندهای کمتر دارند.

## زیست‌شناسی

### رژیم غذایی و گوارش

ساختار اندام‌های دهانی

بیشتر ملخ‌ها گیاه‌خوار هستند و از گیاهان مختلف، مانند برگ‌های نخود، تغذیه می‌کنند، اما برخی همه‌چیزخوار نیز هستند و از بافت و گوشت جانوران هم تغذیه می‌کنند. آن‌ها همچنین علاقه به خوردن حشرات دیگر دارند. به‌طور کلی، ترجیح آن‌ها علوفه‌ها هستند، از جمله بسیاری از غلات که به‌صورت محصول کشاورزی کشت می‌شوند. دستگاه گوارش آن‌ها مشابه حشرات دیگر است و لوله‌های مالپیگی به روده میانی تخلیه می‌شوند. کربوهیدرات‌ها عمدتاً در چینه‌دان هضم می‌شوند، در حالی که پروتئین‌ها در زوائد روده میانی تجزیه می‌شوند. بزاق فراوان است اما تقریباً فاقد آنزیم بوده و در حرکت غذا و ترشحات مالپیگی در طول روده کمک می‌کند. برخی ملخ‌ها دارای سلولاز هستند که با نرم‌کردن دیوارهٔ سلولی گیاه، محتویات سلول‌های گیاهی را برای آنزیم‌های گوارشی دیگر در دسترس می‌سازد. ملخ‌ها همچنین هنگام دسته‌دسته شدن می‌توانند دچار همنوع‌خواری شوند.

### اندام‌های حسی

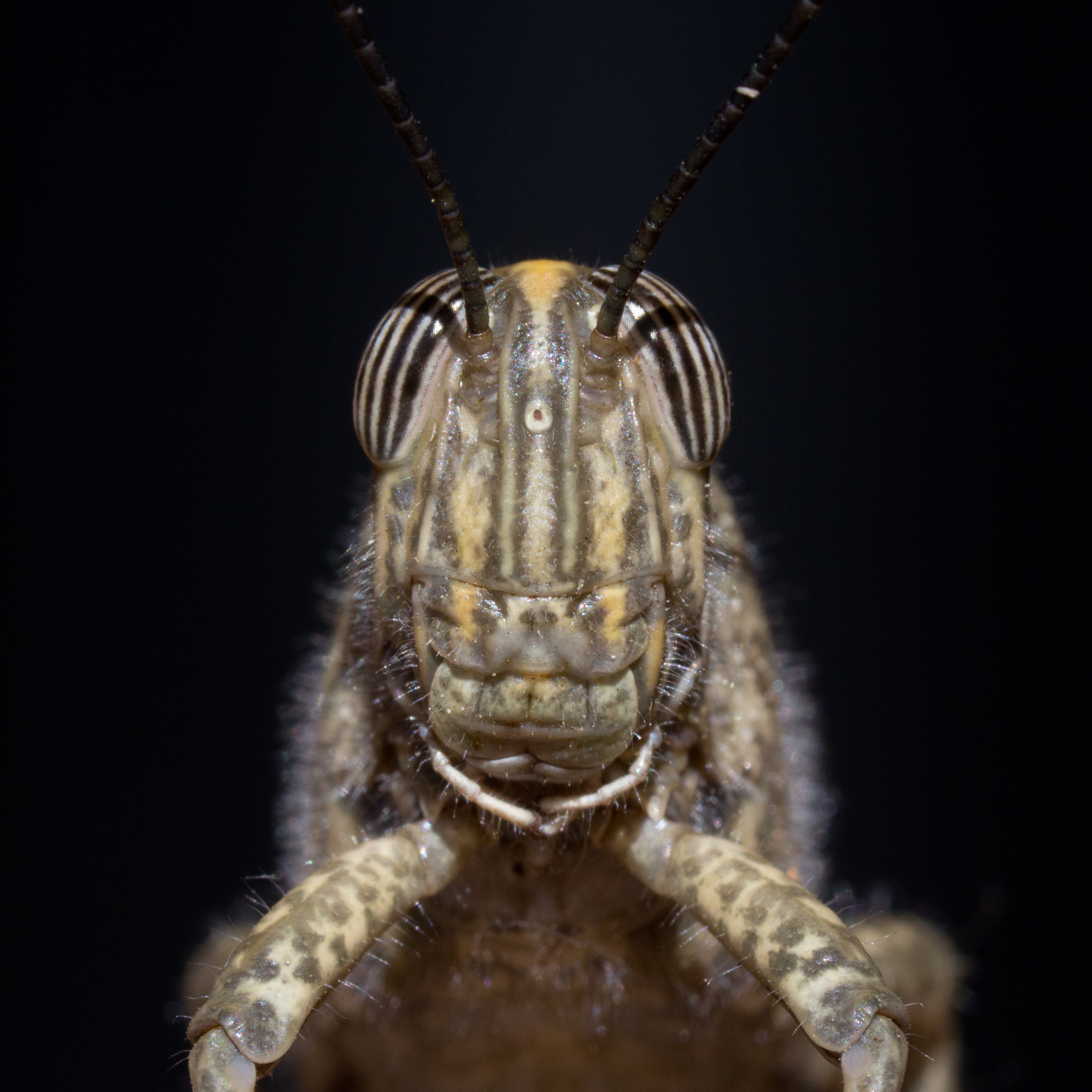
نمای روبه‌روی ملخ مصری با چشم‌های مرکب‌، چشم‌های ساده و شمار زیادی مژکچه

ملخ‌ها دارای دستگاه عصبی معمول حشرات و مجموعهٔ گسترده‌ای از اندام‌های حسی بیرونی هستند. در دو سوی سر یک جفت بزرگ چشم مرکب قرار دارد که میدان دید وسیعی ایجاد می‌کند و می‌تواند حرکت، شکل، رنگ و فاصله را تشخیص دهد. سه چشم ساده در بی‌مهرگان نیز بر پیشانی قرار دارند که شدت نور را درک می‌کنند. یک جفت شاخک حاوی گیرنده‌های بویایی و لامسه است و قطعات دهانی دارای گیرنده‌های چشایی‌اند. در ابتدای شکم یک جفت اندام تیمپانال برای دریافت صدا وجود دارد. شمار زیادی مژکچهٔ ریز در سراسر بدن قرار دارند که به‌عنوان مکانورسپتور (حسگر تماس و باد) عمل می‌کنند و بیشترین تراکم آن‌ها بر روی شاخک‌ها، پاگیره‌ها (بخشی از دهان)، و روی دُمیچه‌ها در انتهای شکم است. گیرنده‌های ویژه‌ای به نام اندام‌های حسی زنگوله‌ای در پوستک پاها تعبیه شده‌اند که فشار و تغییر شکل پوستک را حس می‌کنند. اندام‌های حسی «کوردوتونال» داخلی نیز وجود دارند که تخصص آن‌ها تشخیص وضعیت و حرکت مفاصل اسکلت بیرونی است. گیرنده‌ها اطلاعات را از طریق نورون‌های حسی به دستگاه عصبی مرکزی منتقل می‌کنند و بیشتر این نورون‌ها اجسام سلولی خود را در پیرامون، نزدیک محل گیرنده دارند.

### گردش خون و تنفس
مانند دیگر حشرات، ملخ‌ها دارای دستگاه گردش خون هستند و حفره‌های بدنشان با همولنف پر شده است. ساختاری شبیه قلب در بخش بالایی شکم این مایع را به‌سوی سر پمپ می‌کند و از آن‌جا مایع در میان بافت‌ها و اندام‌ها نفوذ کرده و دوباره به سمت شکم بازمی‌گردد. این سامانه مواد غذایی را در سراسر بدن به گردش درمی‌آورد و پسماند سوخت‌وساز را برای دفع به روده منتقل می‌کند. دیگر کارکردهای همولنف شامل ترمیم زخم، انتقال گرما و تأمین فشار هیدرواستاتیک است، اما دستگاه گردش خون در تبادل گازها نقشی ندارد.
تنفس با استفاده از نای‌ها انجام می‌شود؛ لوله‌های پر از هوا که در سطح سینه‌گاه و شکم از طریق جفت‌جفت روزنک‌های دریچه‌دار باز می‌شوند. حشرات بزرگ‌تر ممکن است برای تهویهٔ فعال بدن خود نیاز داشته باشند؛ به این صورت که برخی روزنک‌ها را باز و برخی دیگر را بسته نگه دارند و با استفاده از ماهیچه‌های شکمی بدن را منبسط و منقبض کنند تا هوا را در سامانهٔ تنفسی به جریان بیندازند.

### پرش

ملخ‌ها برای پرش انرژی را به‌صورت ذخیره می‌کنند و بر محدودیت‌های ماهیچه‌هایی که نمی‌توانند همزمان به‌طور سریع و نیرومند منقبض شوند غلبه می‌کنند. ساختارها در این تصویر به‌صورت شماتیک نشان داده شده‌اند.

ملخ‌ها با بازکردن پاهای عقبی بزرگ خود و فشار آوردن به سطحی که روی آن قرار دارند (زمین، شاخه، تیغهٔ علف یا هر سطح دیگر)، می‌پرند؛ نیروی واکنش آن‌ها را به هوا پرتاب می‌کند. یک ملخ بزرگ مانند دسته‌ملخ می‌تواند بدون استفاده از بال‌هایش حدود یک متر (۲۰ برابر طول بدن) بپرد؛ شتاب در اوج پرش به حدود ۲۰ جی می‌رسد.
ملخ‌ها به دلایل گوناگون می‌پرند: برای فرار از شکارچی، برای آغاز پرواز یا برای جابه‌جایی از مکانی به مکان دیگر. به‌ویژه در پرش‌های گریز، فشار انتخابی قوی برای بیشینه‌سازی سرعت برخاست وجود دارد، زیرا این عامل برد پرش را تعیین می‌کند. این بدان معناست که پاها باید هم با نیروی زیاد و هم با سرعت بالا به زمین فشار بیاورند. ویژگی بنیادی ماهیچه آن است که نمی‌تواند همزمان با نیروی زیاد و سرعت بالا منقبض شود. ملخ‌ها این مشکل را با به‌کارگیری سازوکار منجنیق برای تقویت توان مکانیکی تولیدشده توسط ماهیچه‌هایشان حل می‌کنند.
پرش فرایندی سه‌مرحله‌ای است. نخست، ملخ بخش پایینی پا (درشت‌نی) را به‌طور کامل روی بخش بالایی (ران) تا می‌کند و ماهیچهٔ خم‌کنندهٔ درشت‌نی را فعال می‌سازد (در عکس بالایی، پاهای عقبی ملخ در این حالت آماده‌سازی دیده می‌شوند). دوم، دوره‌ای از هم‌انقباضی وجود دارد که در آن نیروی زیادی در ماهیچهٔ بزرگ راست‌کنندهٔ درشت‌نی (که از نوع پرپهنه است) انباشته می‌شود، اما درشت‌نی به‌وسیلهٔ انقباض همزمان ماهیچهٔ خم‌کننده در حالت تاخورده باقی می‌ماند. ماهیچهٔ راست‌کننده بسیار نیرومندتر از خم‌کننده است، اما دومی به‌سبب ویژگی‌های خاص مفصل که مزیت مکانیکی مؤثری به آن در وضعیت کاملاً تاخورده می‌دهد، کمک می‌شود. این هم‌انقباضی می‌تواند تا نیم ثانیه ادامه یابد و در این مدت ماهیچهٔ راست‌کننده به‌آرامی کوتاه می‌شود و انرژی کشسانی را با تغییر شکل‌دادن ساختارهای سخت پوستک پا ذخیره می‌کند. انقباض ماهیچهٔ راست‌کننده بسیار آهسته (تقریباً ایزومتریک) است که این امکان را می‌دهد نیروی زیادی ایجاد شود (تا ۱۴ نیوتن در دسته‌ملخ صحرایی)، اما چون آهسته است توان اندکی نیاز دارد. مرحلهٔ سوم پرش، شل‌شدن ناگهانی ماهیچهٔ خم‌کننده است که درشت‌نی را از حالت تاخورده آزاد می‌کند. بازشدن سریع درشت‌نی عمدتاً به‌وسیلهٔ آزادسازی ساختارهای کشسان انجام می‌شود نه انقباض بیشتر ماهیچهٔ راست‌کننده. به این ترتیب، پوستک سخت همچون کش یک منجنیق یا کمان تیراندازی عمل می‌کند. انرژی با انقباض آهسته اما نیرومند ماهیچه ذخیره می‌شود و با شل‌شدن سریع ساختارهای کشسان مکانیکی با توان بالا آزاد می‌گردد.

### جیرجیر
نرهای ملخ بخش زیادی از روز را به جیرجیر می‌پردازند؛ آن‌ها در شرایط بهینه فعال‌تر آواز می‌خوانند و در شرایط نامساعد آرام‌تر می‌شوند. ماده‌ها نیز جیرجیر می‌کنند، اما تلاش آن‌ها در مقایسه با نرها ناچیز است. نیمف‌های نر در مراحل پایانی رشد گاهی حرکات جیرجیرکننده از خود نشان می‌دهند، هرچند ابزار لازم برای تولید صدا ندارند، که اهمیت این ویژگی رفتاری را نشان می‌دهد. آوازها وسیله‌ای برای ارتباط‌اند؛ جیرجیر نر به‌نظر می‌رسد بیانگر بلوغ جنسی، تمایل به انسجام اجتماعی و سلامت فردی باشد. انسجام اجتماعی در میان ملخ‌ها به‌دلیل توانایی آن‌ها برای پرش یا پرواز در مسافت‌های طولانی ضروری می‌شود و آواز می‌تواند به محدودکردن پراکنش و هدایت دیگران به زیستگاه‌های مناسب کمک کند. آواز عمومی می‌تواند در واژگان و شدت متفاوت باشد، در حضور یک نر رقیب تغییر می‌کند، و هنگامی که ماده‌ای نزدیک است دوباره به آواز جفت‌گیری تبدیل می‌شود. در ملخ‌های نر خانوادهٔ پنوموریده‌ها، شکم بزرگ‌شده جیرجیر را تقویت می‌کند.

### چرخهٔ زندگی

شش مرحله (سن لاروی) از رشد، از نیمف تازه از تخم بیرون‌آمده تا بالغ بال‌دار

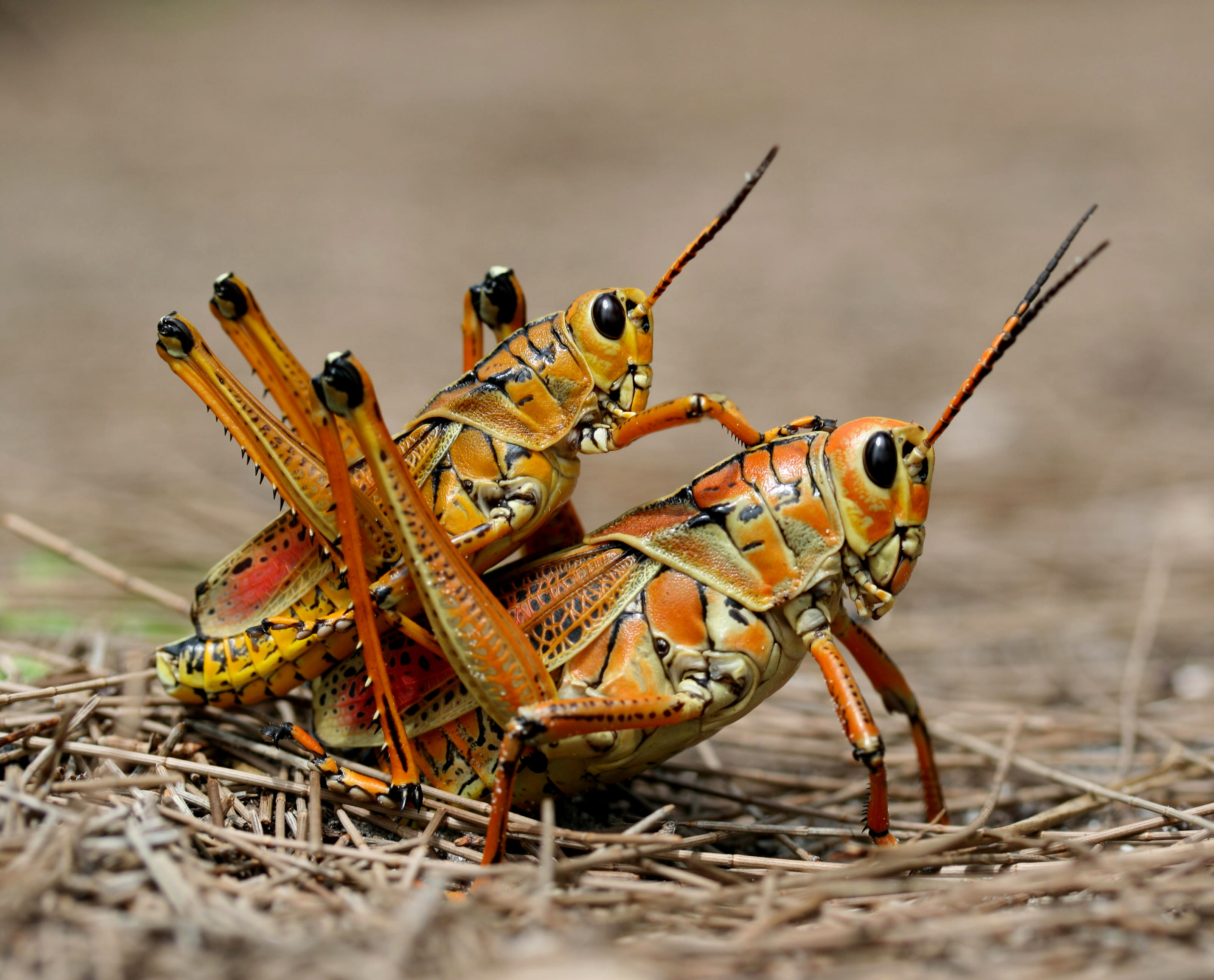
ملخ‌های دست‌وپاچلفتی: ماده (بزرگ‌تر) در حال تخم‌گذاری و نر همراه اوست.

در بیشتر گونه‌های ملخ، درگیری میان نرها بر سر ماده‌ها به‌ندرت از نمایش‌های آیینی فراتر می‌رود. برخی استثناها وجود دارد؛ از جمله در ملخ آفتاب‌پرست (Kosciuscola tristis) که در آن نرها ممکن است روی بدن مادهٔ در حال تخم‌گذاری بجنگند و به کشتی‌گیری با پا، گاز گرفتن، لگدزدن و سوارشدن روی هم بپردازند.
ماده‌های گونهٔ ملخ بال‌کمانی به‌نظر می‌رسد توانایی یکپارچه‌سازی اطلاعات از آوازهای نرها را داشته باشند. وجود یک بخش ناخوشایند در آواز نر بیش از بخش خوشایند تأثیر دارد و این یکپارچه‌سازی نامتقارن با نظریه‌های گزینش جنسی سازگار است، زیرا به ماده‌ها کمک می‌کند از تعامل پرهزینه با جفت‌های نامناسب پرهیز کنند؛ اگر آواز متعلق به گونه‌ای دیگر باشد یا نشان‌دهندهٔ کیفیت پایین نر باشد.
مادهٔ ملخ تازه‌بالغ، یک یا دو هفتهٔ نخست را در دورهٔ پیش‌تخم‌گذاری می‌گذراند تا وزنش افزایش یابد و تخم‌هایش برسند. پس از جفت‌گیری، مادهٔ بیشتر گونه‌ها با استفاده از تخم‌ریز خود گودالی حفر می‌کند و تخم‌ها را در غلافی درون خاک نزدیک گیاهان غذایی، معمولاً در تابستان، می‌گذارد. پس از تخم‌گذاری، او سوراخ را با خاک و خاشاک می‌پوشاند. برخی، مانند گونهٔ نیمه‌آبزی Cornops aquaticum، غلاف تخم را مستقیماً درون بافت گیاه قرار می‌دهند. در برخی گونه‌ها تخم‌ها درون غلاف با کف به هم چسبانده می‌شوند. پس از چند هفته رشد، تخم‌های بیشتر گونه‌ها در آب‌وهوای معتدل وارد حالت میان‌آسایی می‌شوند و زمستان را در این حالت می‌گذرانند. میان‌آسایی زمانی شکسته می‌شود که دمای خاک به‌اندازهٔ کافی پایین بیاید و رشد بلافاصله با گرم‌شدن خاک از حد آستانهٔ معین از سر گرفته می‌شود. رویان‌ها در یک غلاف معمولاً همگی در عرض چند دقیقه با هم از تخم بیرون می‌آیند. آن‌ها به‌زودی غشاهایشان را می‌اندازند و اسکلت بیرونی آن‌ها سخت می‌شود. این نیمف‌های نخستین سن لاروی می‌توانند برای فرار از شکارچیان بپرند.
ملخ‌ها دچار دگردیسی ناقص می‌شوند: آن‌ها بارها پوست می‌اندازند و هر سن لاروی بزرگ‌تر و شبیه‌تر به بالغ می‌شود، در حالی‌که جوانه‌های بال در هر مرحله بزرگ‌تر می‌گردند. شمار سن‌های لاروی بسته به گونه متفاوت است، اما اغلب شش مرحله دارد. پس از پوست‌اندازی نهایی، بال‌ها باز و کاملاً کارآمد می‌شوند. ملخ مهاجر، Melanoplus sanguinipes، بسته به جنس و دما حدود ۲۵ تا ۳۰ روز را به‌صورت نیمف می‌گذراند و به‌طور میانگین ۵۱ روز به‌صورت بالغ زندگی می‌کند.

### دسته‌دسته شدن

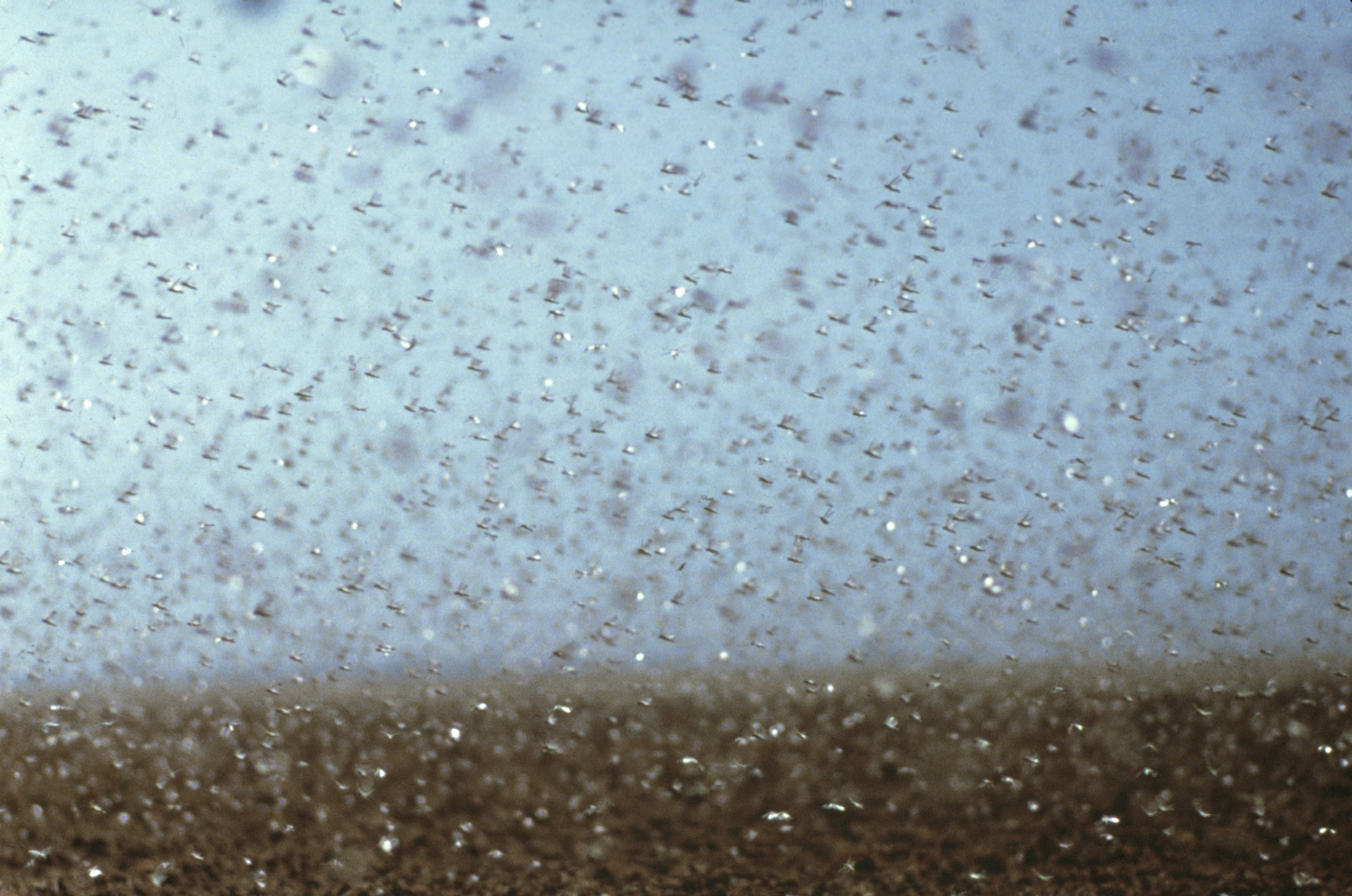
میلیون‌ها ملخ استرالیایی طاعون در حال حرکت در استرالیا

دسته‌ملخ‌ها مرحلهٔ دسته‌دسته شدن برخی گونه‌های ملخ‌های شاخ‌کوتاه از خانوادهٔ ملخیان هستند. رفتار دسته‌ای پاسخی به ازدحام است. تحریک لمسی افزایش‌یافتهٔ پاهای عقبی باعث بالا رفتن سطح سروتونین می‌شود. این امر باعث تغییر رنگ، افزایش تغذیه و سریع‌تر شدن زادآوری در ملخ می‌شود. دگرگونی یک فرد انفرادی به حالت دسته‌ای با چند تماس در هر دقیقه طی یک دورهٔ کوتاه ایجاد می‌شود.
پس از این دگرگونی، در شرایط مناسب گروه‌های متراکم نیمف‌های بی‌بال به نام «جهنده» به‌وجود می‌آیند که فرومون ترشح می‌کنند و حشرات را به‌سوی هم جذب می‌کنند. با چندین نسل در یک سال، جمعیت ملخ می‌تواند از گروه‌های پراکنده محلی به انبوهی عظیم از حشرات پرنده تبدیل شود که «طاعون» نامیده می‌شوند و همهٔ پوشش گیاهی سر راه خود را می‌خورند. بزرگ‌ترین دستهٔ ملخ ثبت‌شده در سال ۱۸۷۵ توسط گونهٔ اکنون منقرض‌شدهٔ ملخ کوه‌های راکی شکل گرفت؛ این دسته ۱٬۸۰۰ مایل (۲٬۹۰۰ کیلومتر) طول و ۱۱۰ مایل (۱۸۰ کیلومتر) عرض داشت، و یک برآورد تعداد ملخ‌های آن را ۳٫۵ تریلیون تخمین می‌زند. یک ملخ دریایی بالغ می‌تواند روزانه حدود ۲ گرم (۰٫۱ اونس) از مواد گیاهی بخورد، بنابراین میلیاردها ملخ در یک دستهٔ بزرگ می‌توانند بسیار مخرب باشند و همهٔ برگ‌ها را از گیاهان یک منطقهٔ آسیب‌دیده جدا کنند و ساقه‌ها، گل‌ها، میوه‌ها، دانه‌ها و پوست درختان را مصرف نمایند.

## شکارچیان، انگل‌ها و بیماری‌زاها

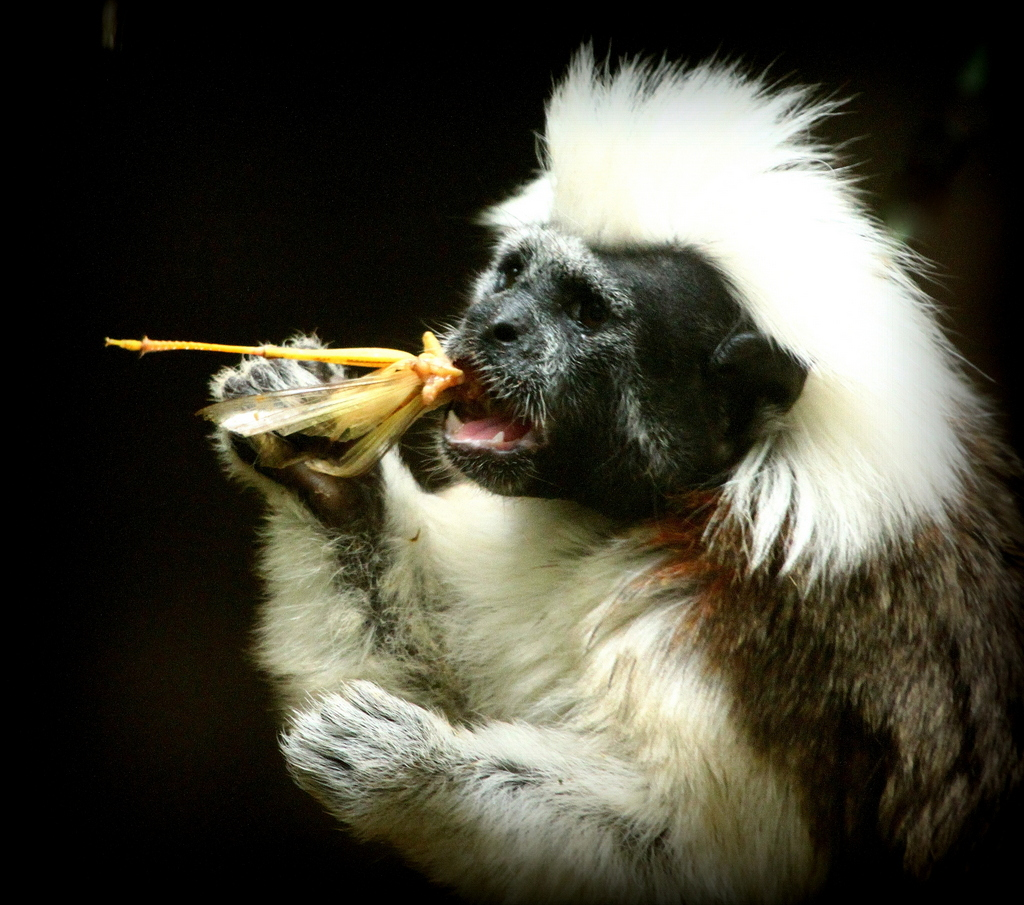
تامارین کلاه‌پنبه‌ای در حال خوردن یک ملخ

ملخ‌ها در مراحل مختلف زندگی خود طیف وسیعی از شکارچیان دارند؛ تخم‌ها توسط گاومگس‌ها، سوسک‌های زمینی و سوسک تاول‌ها خورده می‌شوند؛ نیمف‌ها و بالغ‌ها توسط دیگر حشرات مانند مورچه‌ها، مگس‌های راهزن و زنبورهای نخ‌کمر، همچنین عنکبوت‌ها، و پرندگان و پستانداران کوچک بسیاری از جمله سگ‌ها و گربه‌ها شکار می‌شوند.
تخم‌ها و نیمف‌ها در معرض حملهٔ انگل‌واره‌هایی مانند مگس‌های لاشه، مگس‌های گوشت‌خوار و مگس‌های ته‌پشمی قرار دارند. انگل‌های خارجی نیمف‌ها و بالغ‌ها شامل هیره‌ها هستند. ملخ‌های ماده‌ای که به‌وسیلهٔ هیره‌ها آلوده می‌شوند، تخم‌های کمتری تولید می‌کنند و بنابراین فرزندان کمتری نسبت به افراد سالم دارند.

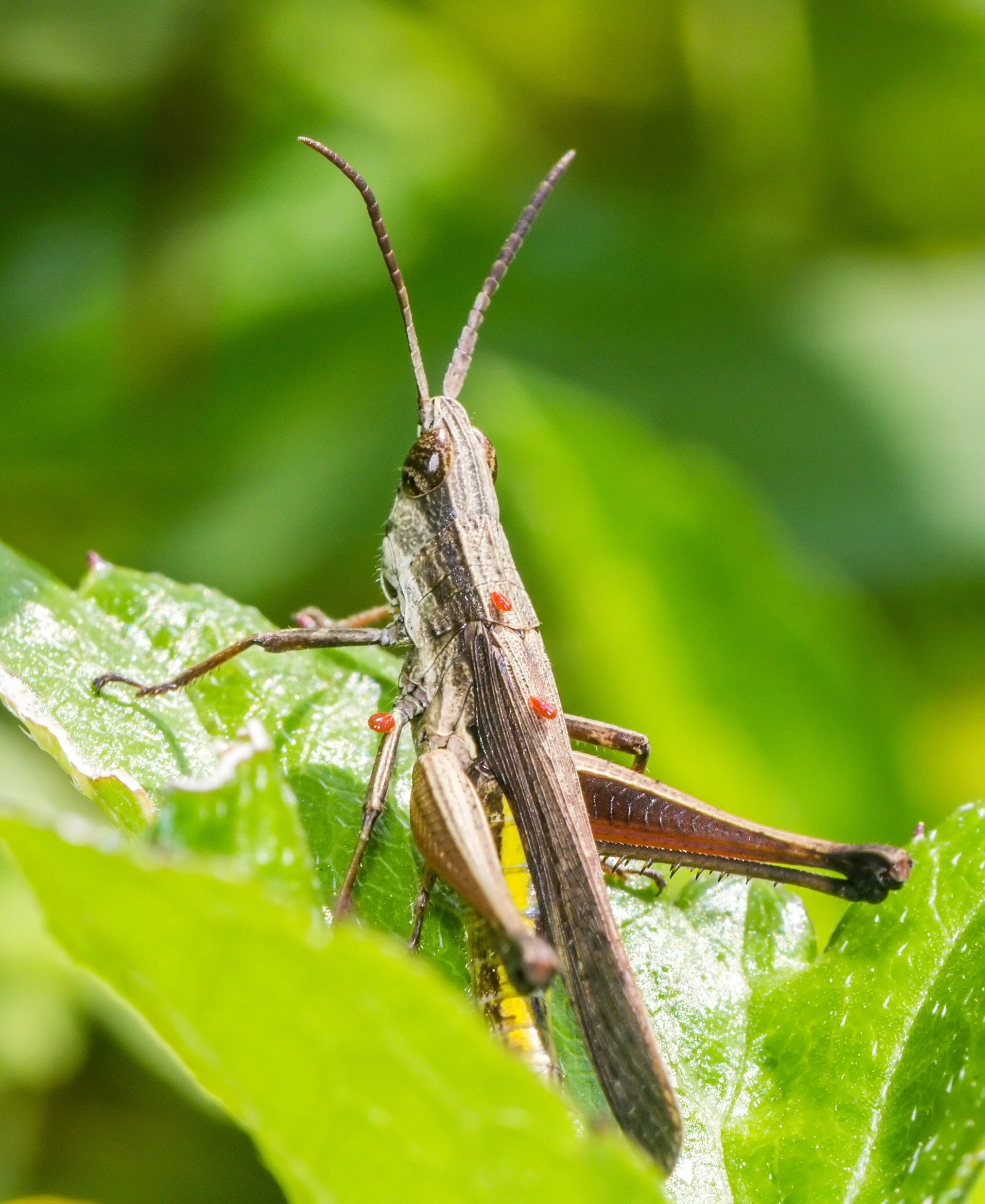
ملخی با هیره‌های انگلی

نماتود ملخ، کرمی بلند و باریک است که ملخ‌ها را آلوده می‌کند و در هموسل آن‌ها زندگی می‌کند. کرم‌های بالغ تخم‌ها را روی گیاهان می‌گذارند و میزبان با خوردن برگ‌ها آلوده می‌شود.
کرم‌های انگلی دیگری نیز وجود دارند که ملخ‌ها را آلوده کرده و رفتار میزبانان خود را تغییر می‌دهند. وقتی این کرم‌ها به‌اندازهٔ کافی رشد کرده باشند، ملخ وادار می‌شود به درون آب‌های نزدیک بپرد و در آن غرق شود؛ به این ترتیب انگل می‌تواند به مرحلهٔ بعدی چرخهٔ زندگی خود که در آب انجام می‌شود ادامه دهد.

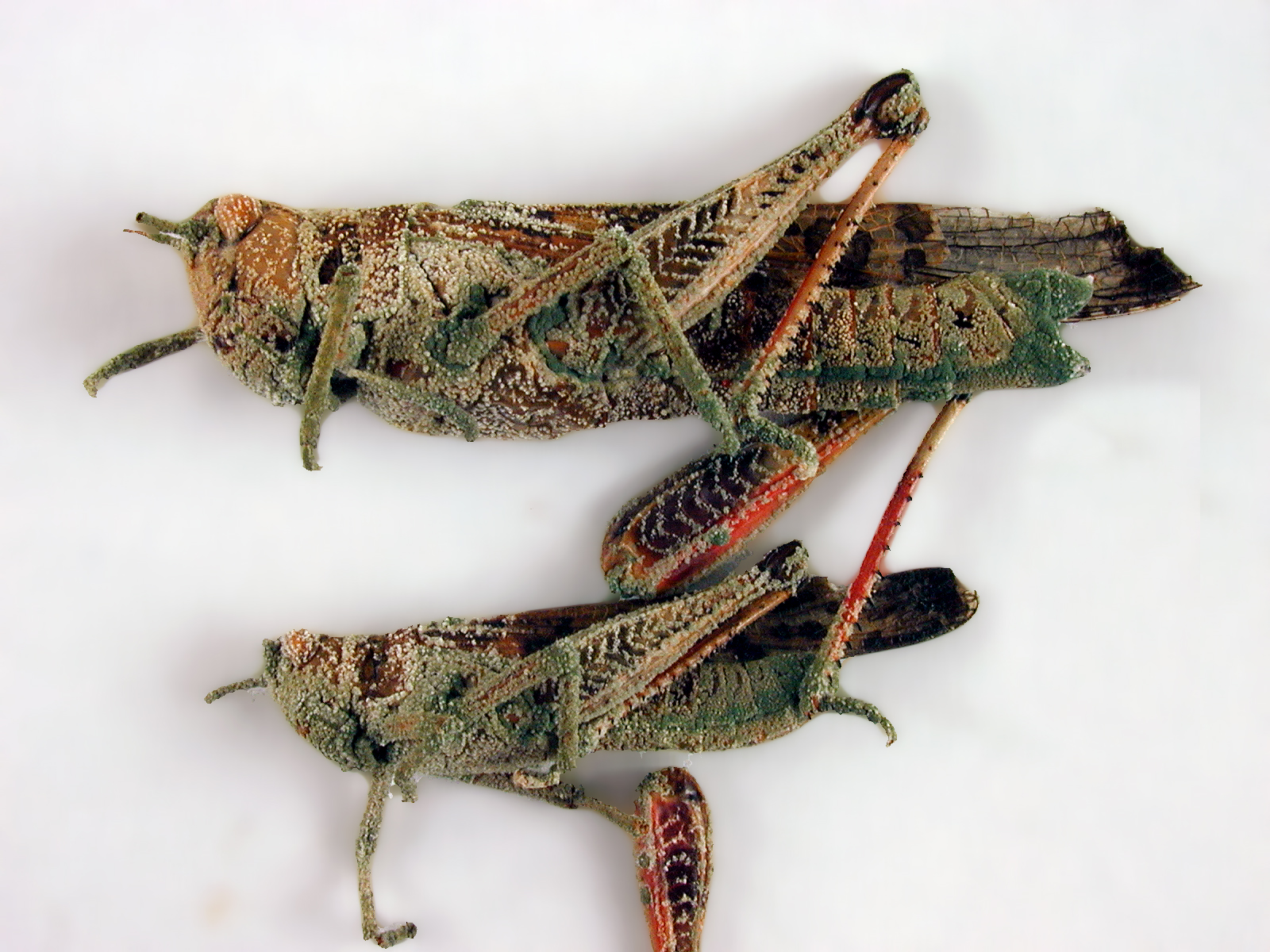
ملخ آفت‌هایی که به‌وسیلهٔ قارچ طبیعی «متاریزیوم» کشته شده‌اند؛ روشی دوستدار محیط‌زیست برای کنترل زیستی. سازمان پژوهش‌های علمی و صنعتی همسود، ۲۰۰۵

ملخ‌ها تحت‌تأثیر بیماری‌هایی قرار می‌گیرند که توسط باکتری‌ها، ویروس‌ها، قارچ‌ها و پروتوزوآ ایجاد می‌شوند. باکتری‌های سراشیا و سودوموناس آئروژینوزا هر دو در ایجاد بیماری در ملخ‌ها نقش دارند، همان‌طور که قارچ بیماری‌زای حشرات «بووِریا باسیانا» نیز چنین است. این قارچ پراکنده در سراسر جهان برای کنترل حشرات آفت مختلف به‌کار رفته است، اما هرچند ملخ‌ها را آلوده می‌کند، عفونت معمولاً مرگبار نیست زیرا آفتاب‌گیری باعث بالا رفتن دمای بدن حشره به بالای آستانهٔ تحمل قارچ می‌شود. قارچ بیماری‌زای «انتوموفاگا گریلّی» قادر است رفتار میزبان خود، یعنی ملخ، را تغییر دهد؛ به‌طوری‌که حشره را وادار می‌کند به بالای گیاه صعود کند و هنگام مرگ به ساقه بچسبد. این کار پراکنش گستردهٔ هاگ‌های قارچ آزادشده از جسد را تضمین می‌کند.
قارچ بیماری‌زای «متاریزیوم آکریدم» در آفریقا، استرالیا و برزیل یافت می‌شود و در آن‌جا برون‌زیازادهایی در ملخ‌ها ایجاد کرده است. این قارچ در حال بررسی برای استفادهٔ احتمالی به‌عنوان یک آفت‌کش میکروبی برای کنترل دسته‌ملخ‌ها است. قارچ میکروسپوریدی «نوزما لوکوستائه» که زمانی پروتوزوآ در نظر گرفته می‌شد، می‌تواند برای ملخ‌ها مرگبار باشد. این قارچ باید از راه دهان خورده شود و پایهٔ یک آفت‌کش میکروبی تجاریِ طعمه‌محور است. گونه‌های دیگری از میکروسپوریدیاها و پروتوزوآها نیز در روده یافت می‌شوند.

### دفاع‌های ضدشکار
ملخ‌ها نمونه‌ای از طیف وسیعی از سازگاری ضدشکارها هستند که آن‌ها را قادر می‌سازد از شناسایی شدن جلوگیری کنند، در صورت شناسایی بگریزند، و در برخی موارد اگر گرفتار شوند خورده نشوند. ملخ‌ها اغلب با استتار از دید شکارچیانی که با بینایی شکار می‌کنند پنهان می‌شوند؛ برخی گونه‌ها می‌توانند رنگ خود را برای هماهنگی با محیط تغییر دهند.
چندین گونه، مانند ملخ برگ‌نمای کلاه‌دار، تقلیدکنندهٔ دقیقی از برگ‌ها هستند. ملخ‌های چوبی نیز در شکل و رنگ‌آمیزی، چوب‌دسته‌ها را تقلید می‌کنند. ملخ‌ها اغلب الگوهای رفتار ترسناک بر روی بال‌های خود دارند که با ایجاد درخشش ناگهانی رنگ‌های روشن می‌تواند شکارچیان را به اندازه‌ای غافلگیر کند که زمان کافی برای فرار با پرش و پرواز ترکیبی فراهم شود.
برخی گونه‌ها واقعاً دارای رنگ هشدار هستند، یعنی هم رنگ‌آمیزی هشداردهندهٔ روشن و هم میزان کافی از سمیّت که شکارچیان را بازمی‌دارد. یک گونهٔ ملخ از خانوادهٔ گوهرملخان حشره‌ای «سنگین، پف‌کرده و کند» است که هیچ تلاشی برای پنهان‌شدن نمی‌کند؛ این ملخ شکمی به رنگ قرمز روشن دارد. یک گونهٔ میمون سِرکوپیتکوس که سایر ملخ‌ها را می‌خورد، از خوردن این گونه خودداری کرد. گونهٔ دیگری به‌نام ملخ رنگین یا ملخ نقاشی‌شدهٔ آریزونا نشان داده است که در آزمایش با شکارچی طبیعی خود، یعنی مارمولک «دم‌تازی راه‌راه کوچک»، هشداردهنده است.

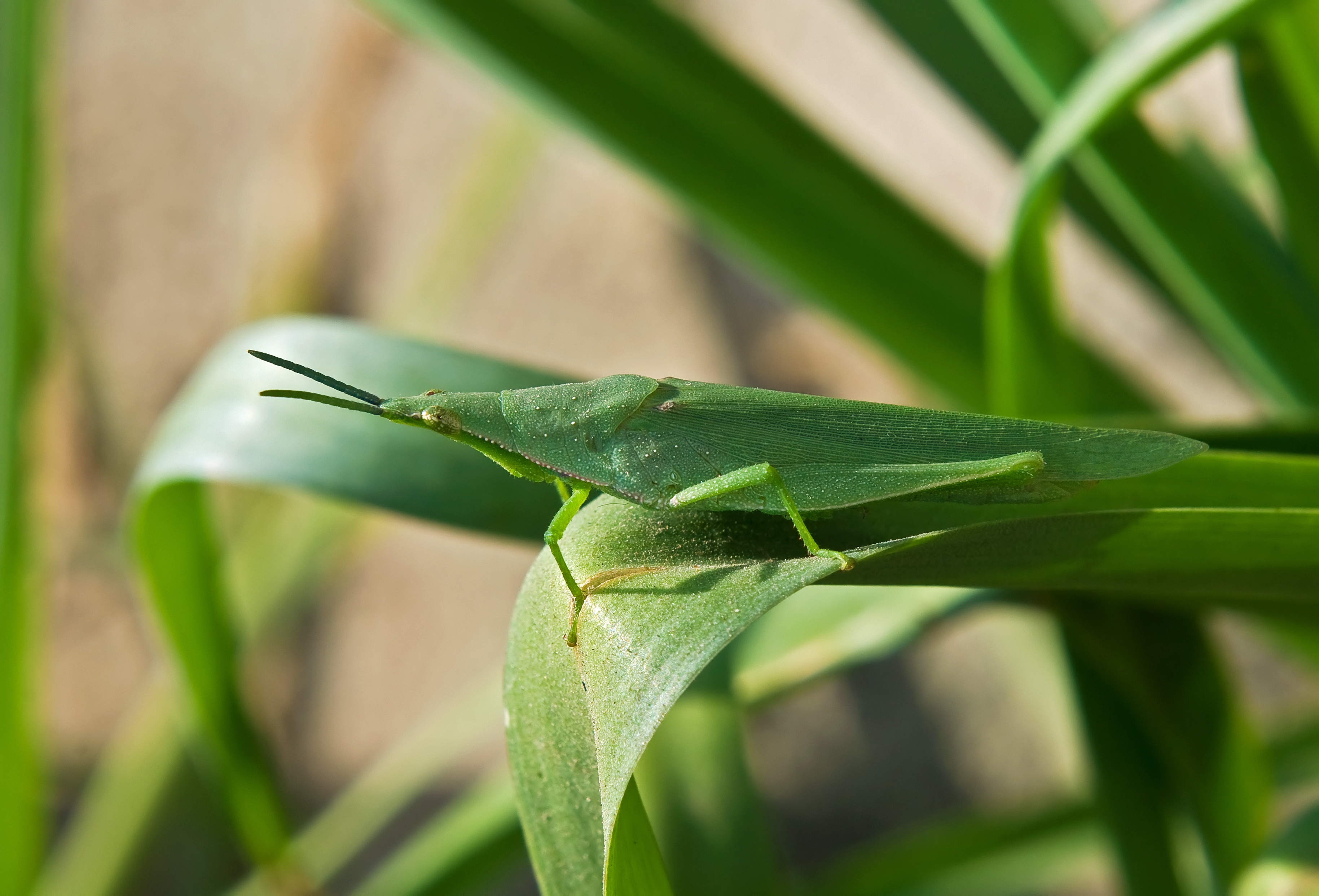
ملخ پرزرق‌وبرق، «آتراکتومورفا لاتا»، با استتار از شکارچیان می‌گریزد.
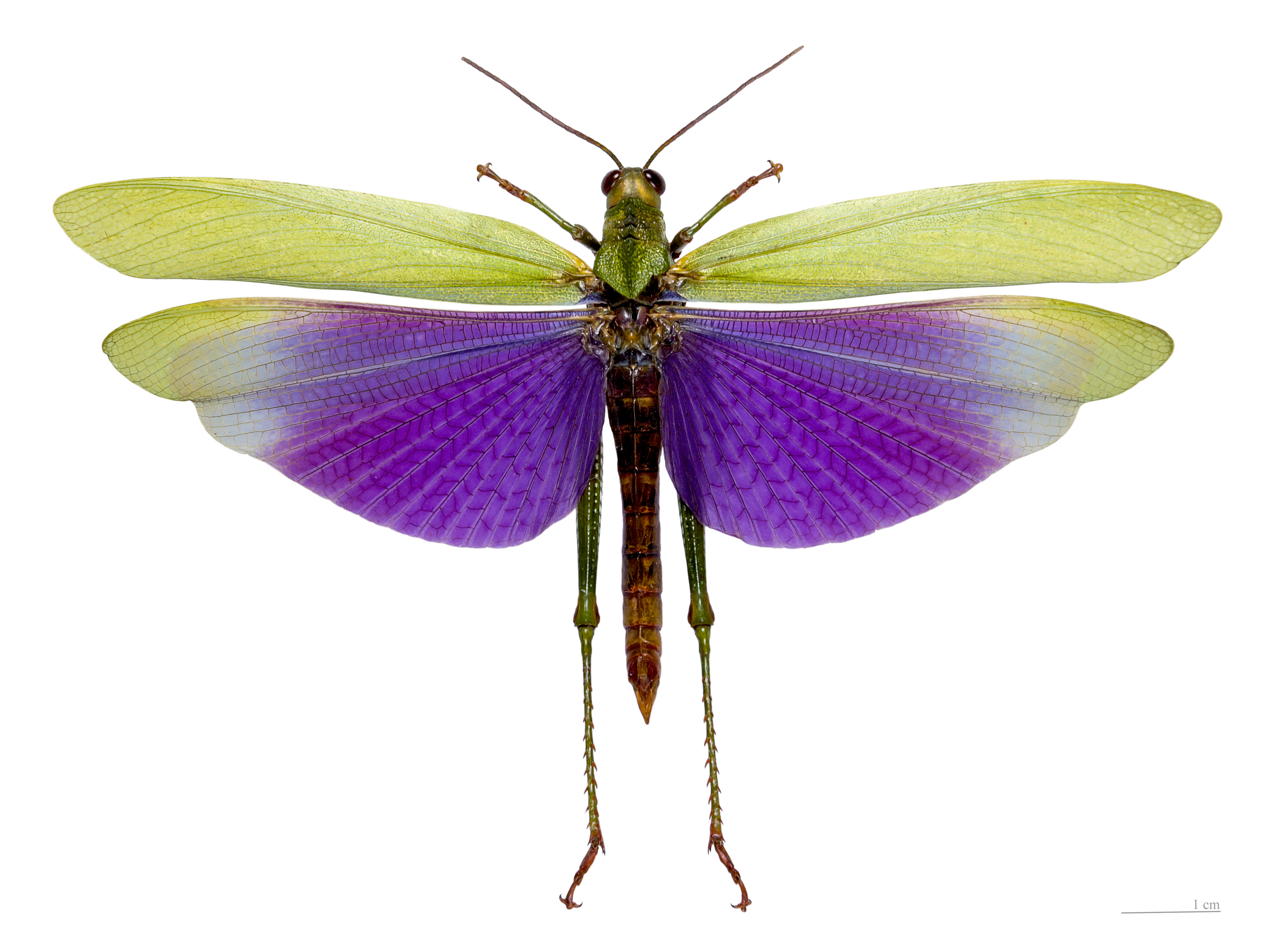
ملخ تنبل آلبیپس، دارای بال‌های رنگیِ رفتار ترسناک که برای غافلگیر کردن شکارچیان استفاده می‌شود.
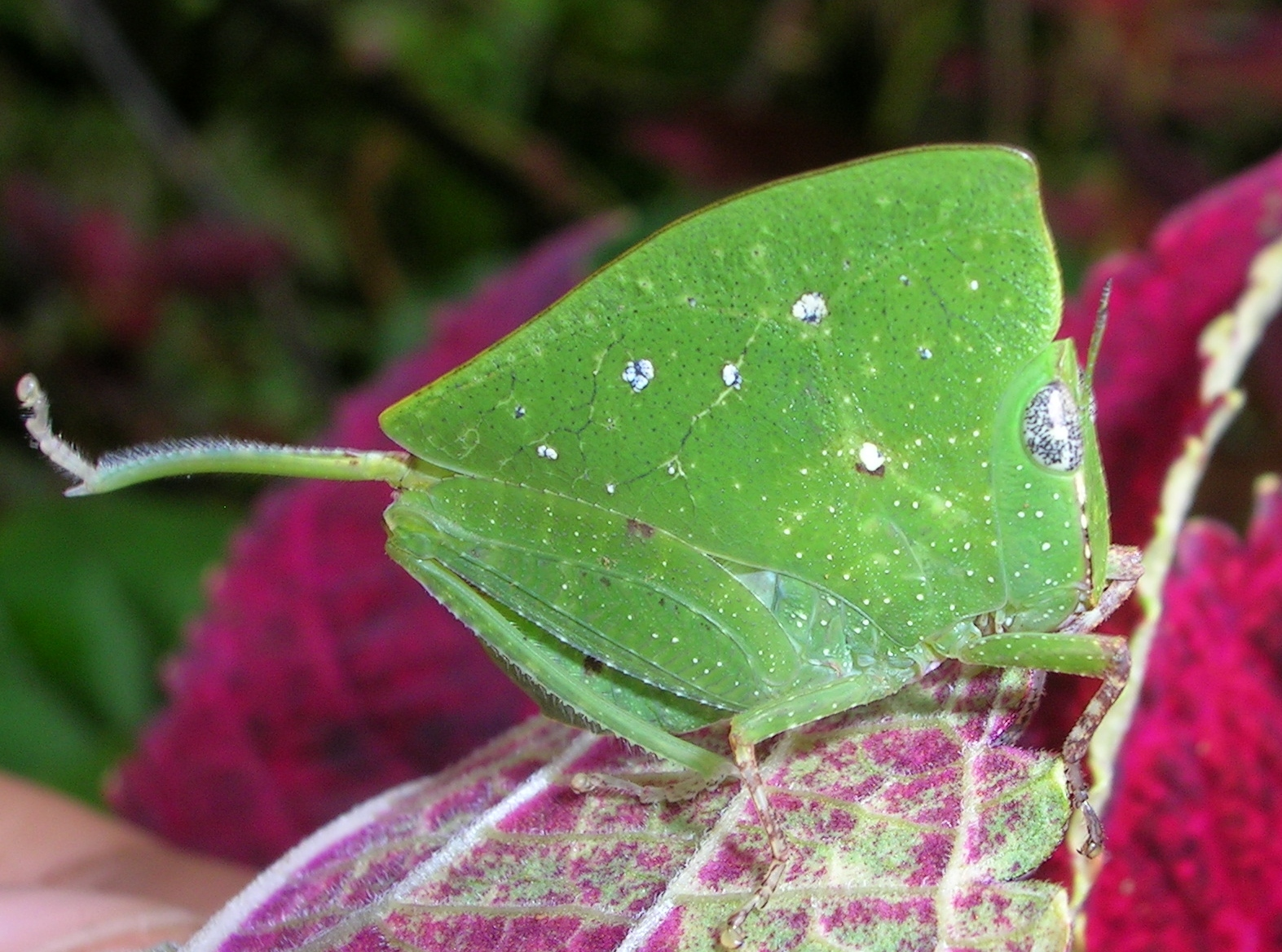
ملخ برگی، «فیلوخوریا راماکریشنای»، برگ سبز را تقلید می‌کند.
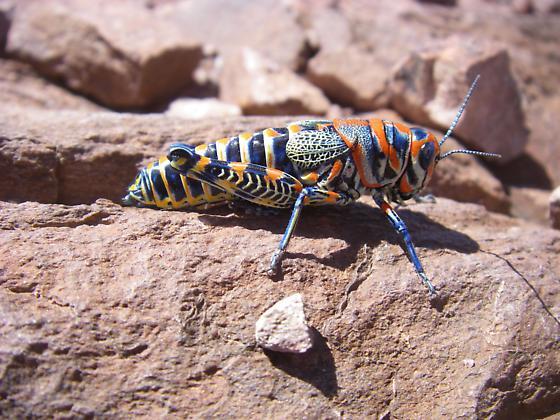
ملخ نقاشی‌شده، «داکتیلوتوم بیکالر»، با رنگ هشدار شکارچیان را بازمی‌دارد.
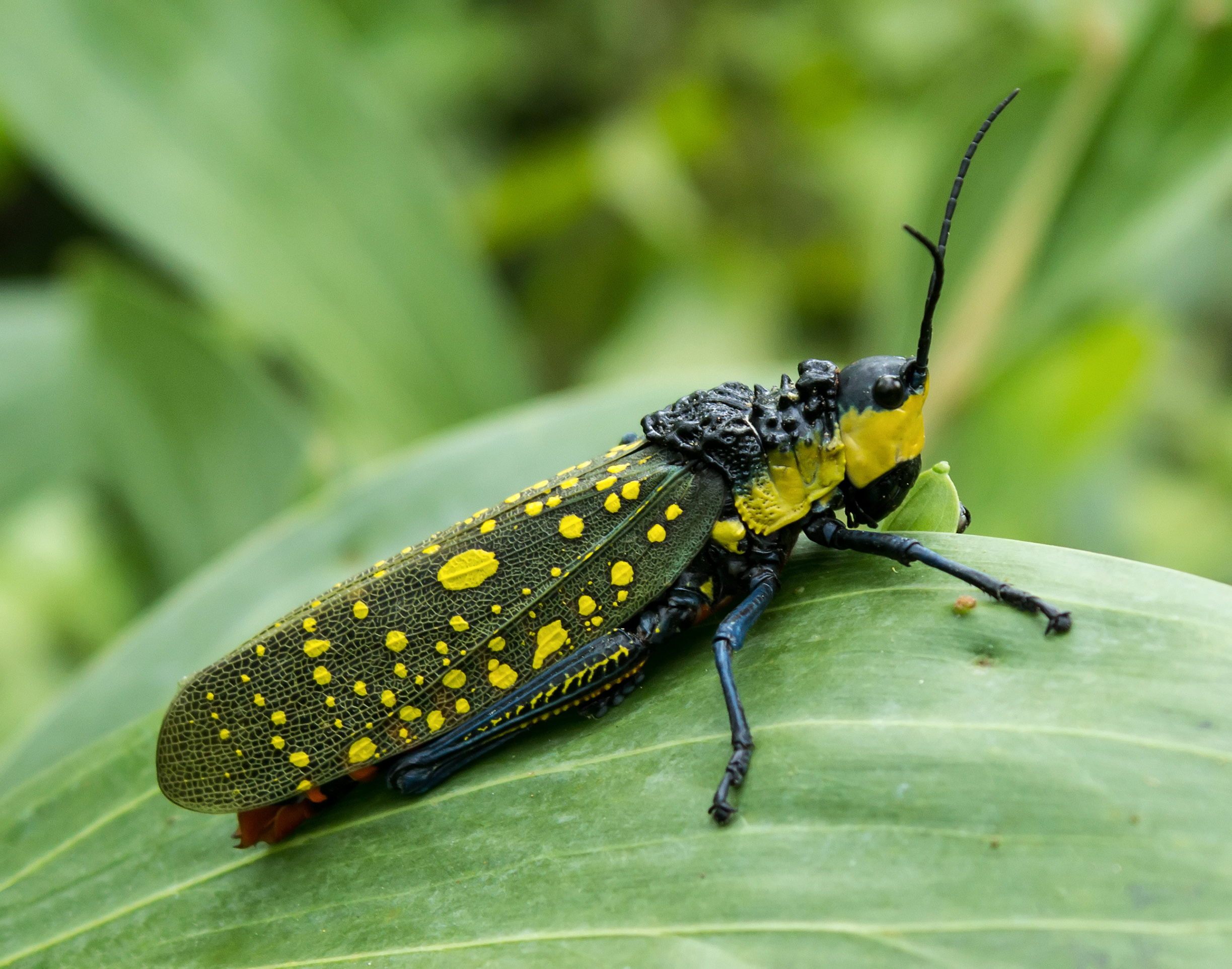
ملخ خالدار (ملخ قهوه)، با کف سمی و رنگ‌های هشداردهنده از خود دفاع می‌کند.

## رابطه با انسان

### در هنر و رسانه
ملخ‌ها گاه در آثار هنری به تصویر کشیده شده‌اند؛ مانند تابلوی نقاش دوران طلایی هلند، بالتاسار فن در آست، با عنوان گل‌ها در گلدانی با صدف و حشرات، حدود ۱۶۳۰، که اکنون در نگارخانه ملی لندن نگهداری می‌شود؛ هرچند که حشرهٔ تصویرشده ممکن است یک جیرجیرک بیشه‌ای باشد.
نمونه‌ای دیگر از راستهٔ ملخیان در اثر رایخل رایش با عنوان گل‌ها در گلدان، حدود ۱۶۸۵ دیده می‌شود. این صحنهٔ ظاهراً ایستا به‌گفتهٔ متصدی نگارخانه، «بِتسی ویزمن»، با حضور «ملخی روی میز که آمادهٔ جهیدن به‌نظر می‌رسد» جان گرفته است. در کنار آن بی‌مهرگانی دیگر مانند یک عنکبوت، یک مورچه و دو کرم پروانه‌ای نیز دیده می‌شوند.
ملخ‌ها در سینما نیز حضور دارند. در فیلم آغاز پایان (۱۹۵۷) ملخ‌های غول‌پیکر در حال حمله به شیکاگو به تصویر کشیده شدند. در انیمیشن زندگی یک حشره (۱۹۹۸) ساختهٔ شرکت والت دیزنی/پیکسار، شخصیت‌های منفی گروهی از ملخ‌ها هستند که رهبرشان «هاپر» به‌عنوان دشمن اصلی داستان ظاهر می‌شود.

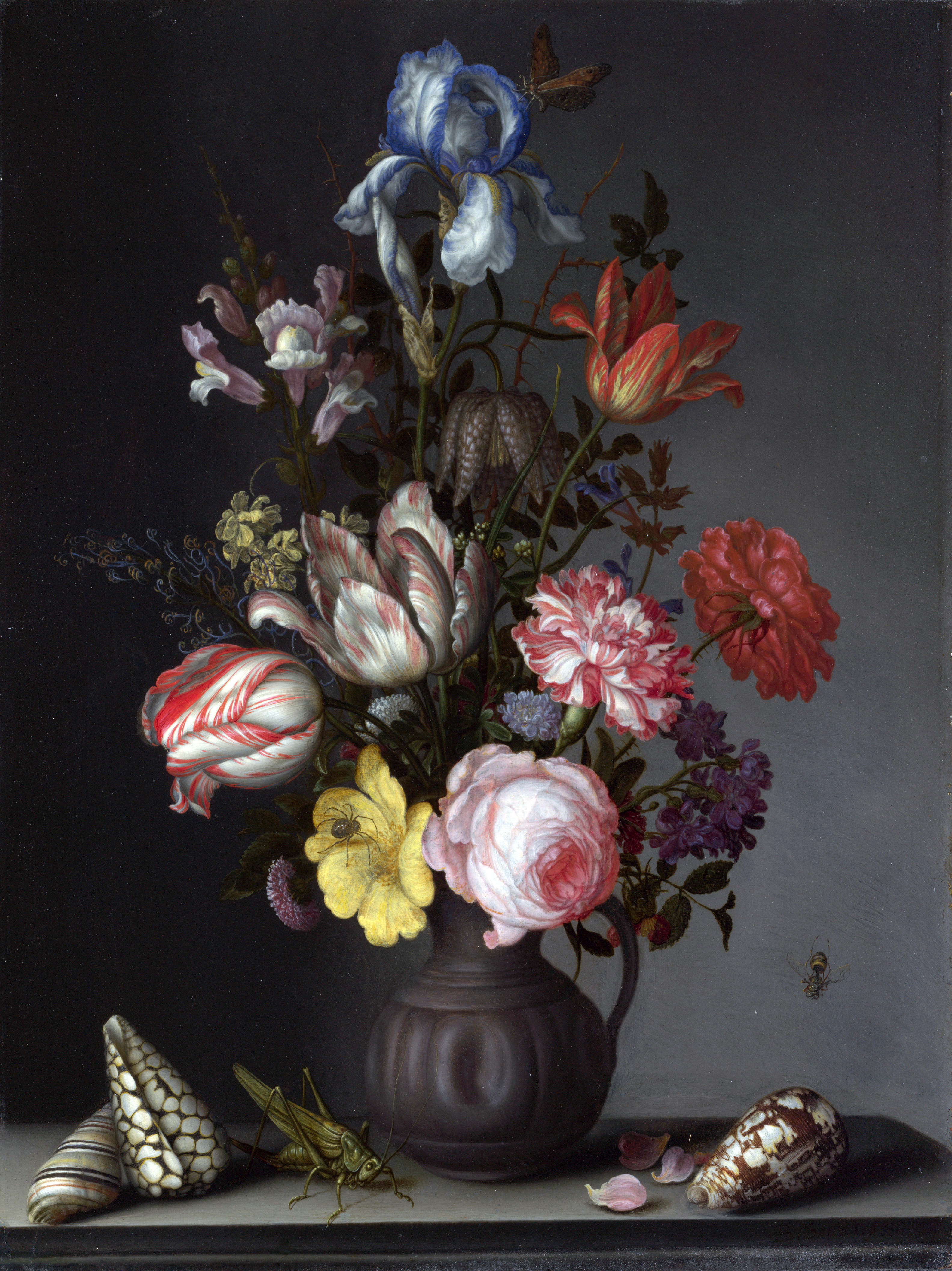
تابلوی رنگ‌روغن بالتاسار فن در آست با عنوان گل‌ها در گلدانی با صدف و حشرات، حدود ۱۶۳۰
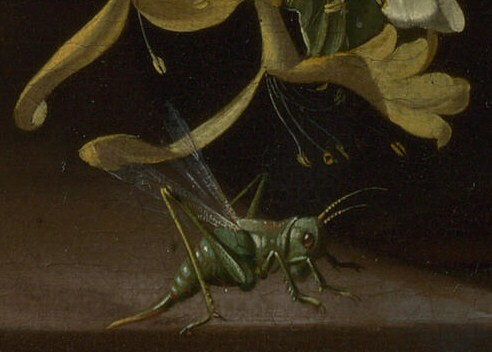
جزئیات ملخ روی میز در نقاشی رایخل رایش با عنوان گل‌ها در گلدان، حدود ۱۶۸۵. نگارخانه ملی، لندن
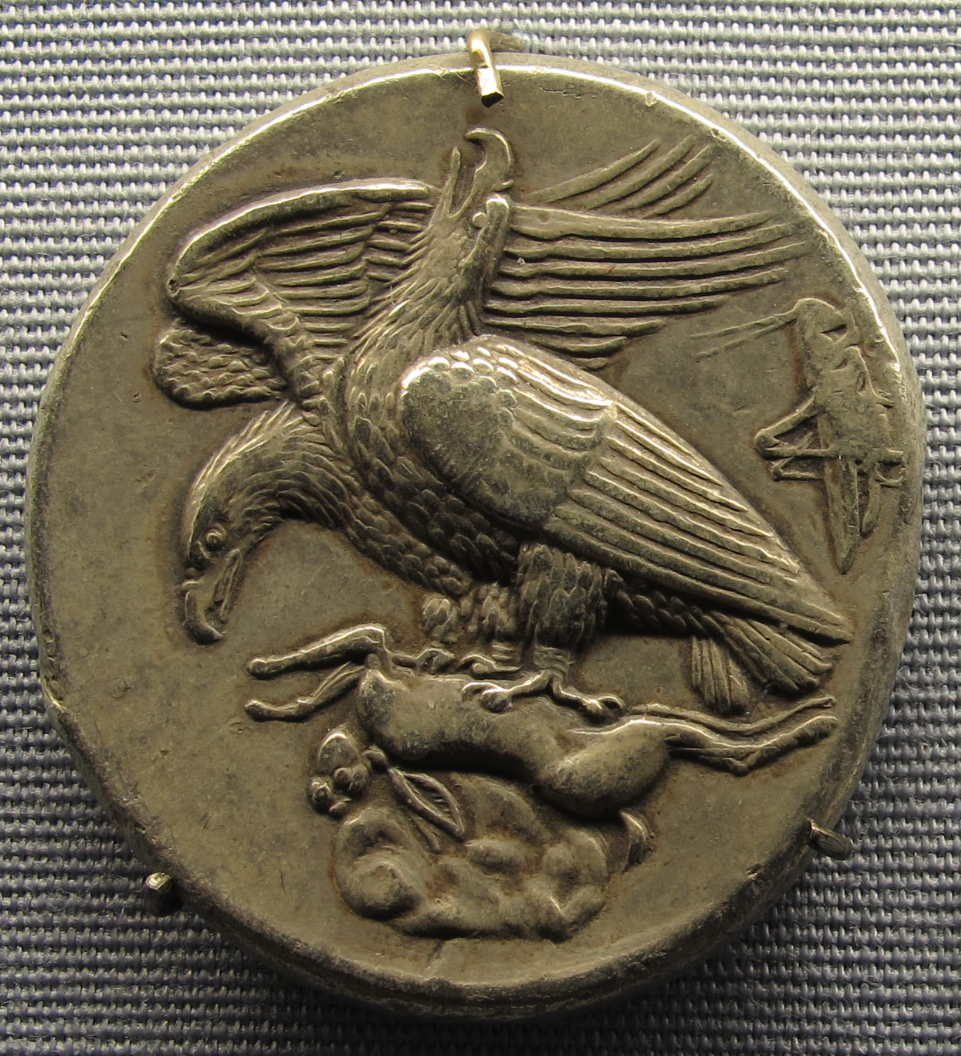
سکهٔ باستانی یونان تترادراخما، ۴۱۰ پیش از میلاد، با تصویر ملخ در سمت راست

### نمادشناسی

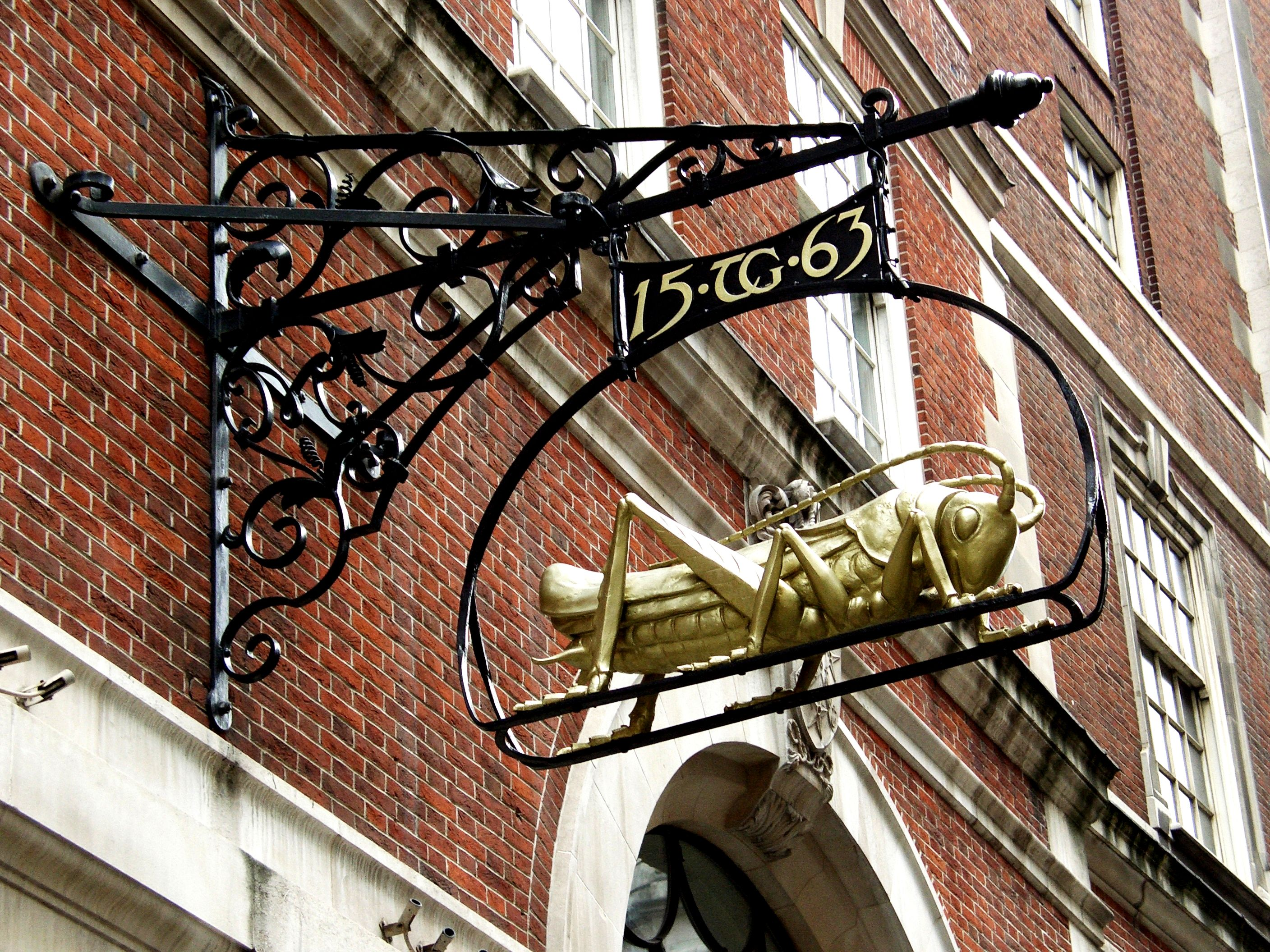
نماد زراندود ملخِ سِر توماس گرشام، خیابان لومبارد، لندن، ۱۵۶۳

ملخ‌ها گاهی به‌عنوان نماد به‌کار می‌روند. در یونان کهن، ملخ نماد پولیس (یونان) آتن باستان بود، احتمالاً به این دلیل که آن‌ها از رایج‌ترین حشرات در دشت‌های خشک آتیک بودند. آتنیان بومی مدتی سنجاق‌سینه‌های طلاییِ ملخ می‌پوشیدند تا نشان دهند از تبار خالص آتنی با هیچ نیای خارجی هستند. افزون بر این، پیزیستراتوس پیکرهٔ نوعی ملخ را به‌عنوان بلاگردان بر فراز آکروپولیس آویخت.
نمادگرایی دیگرِ ملخ، ملخ زراندودِ سِر توماس گرشام در خیابان لومبارد، لندن است که به سال ۱۵۶۳ برمی‌گردد؛ این ساختمان مدتی مقر شرکت گاردین رویال بود، اما شرکت از به‌کارگیری نماد خودداری کرد زیرا بیم آن داشت که با ملخ آفت اشتباه گرفته شود.
ملخ‌ها در خواب نیز به‌عنوان نمادهایی تفسیر شده‌اند: «آزادی، استقلال، روشن‌بینی معنوی، ناتوانی در ساکن شدن یا پایبندی به تصمیم». در حالی‌که ملخ‌های آفت برای کشاورزان معنای واقعیِ ویرانیِ محصولات را دارند، برای غیرکشاورزان به‌صورت مجازی «مردان و زنان شرور» تعبیر می‌شوند؛ و نزد «کولی‌ها» به‌عنوان «اسراف، بداقبالی و شادی زودگذر» شناخته می‌شوند.

### به‌عنوان خوراک

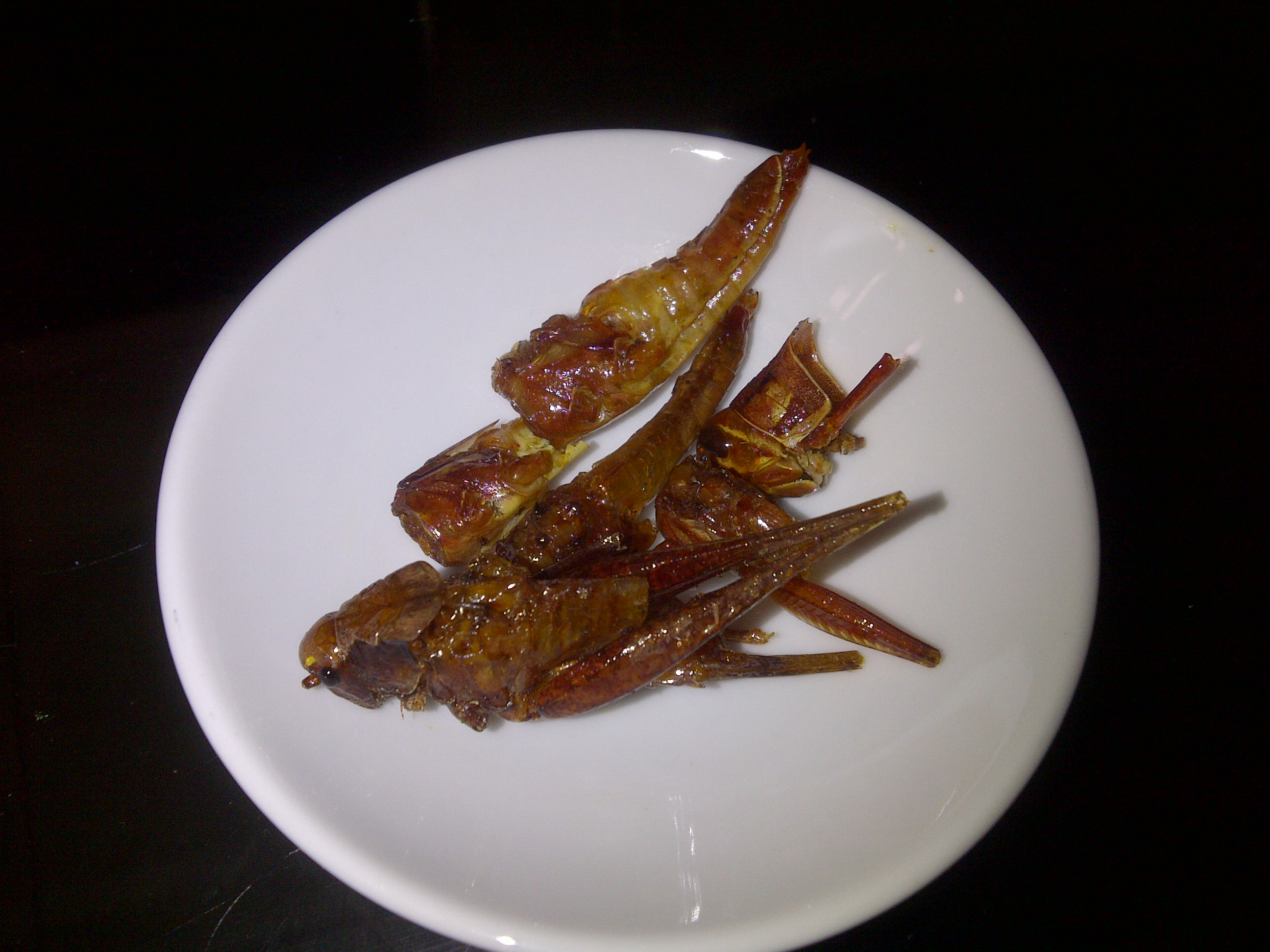
ملخ‌های سرخ‌شده در گونونگ کیدول، اندونزی

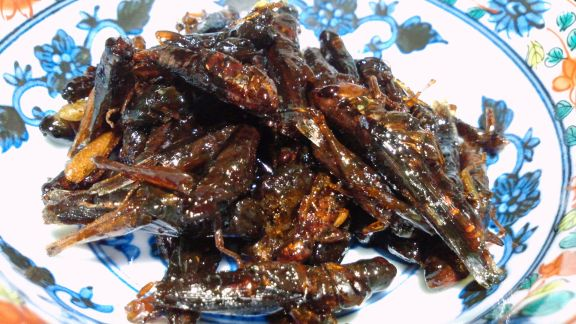
خوراک شیرین و شور ملخ در ژاپن (اینَگو نو تسوکودانی)

در برخی کشورها، ملخ‌ها به‌عنوان خوراک مصرف می‌شوند. در جنوب مکزیک، ملخ‌ها که به‌نام «چااپولینس» شناخته می‌شوند، در غذاهایی مانند تورتیا با سس فلفل مصرف می‌شوند. ملخ‌ها در برخی بازارهای غذایی چین به‌صورت سیخ‌شده عرضه می‌شوند. ملخ‌های سرخ‌شده (والانگ گورنگ) در گونونگ کیدول اندونزی خورده می‌شوند. ملخ‌ها در اوگاندا خوراکی لذیذ به‌شمار می‌آیند و به‌صورت سرخ‌شده مصرف می‌شوند. در آمریکا، اوهلونه علفزارها را می‌سوزاندند تا ملخ‌ها را به چاله‌ها برانند و برای خوراک گردآوری کنند. در میان یهودیان باستان، ملخ‌ها خوراکی محبوب و حتی تجملی محسوب می‌شدند، چنان‌که منابع ربانی گواهی می‌دهند. یحیی روایت شده که در بیابان ملخ می‌خورده است. در دوران معاصر نیز ملخ‌ها همچنان توسط بادیه‌نشینان و همچنین جوامع یهودی در یمن و شمال آفریقا خورده می‌شوند.

### به‌عنوان آفت

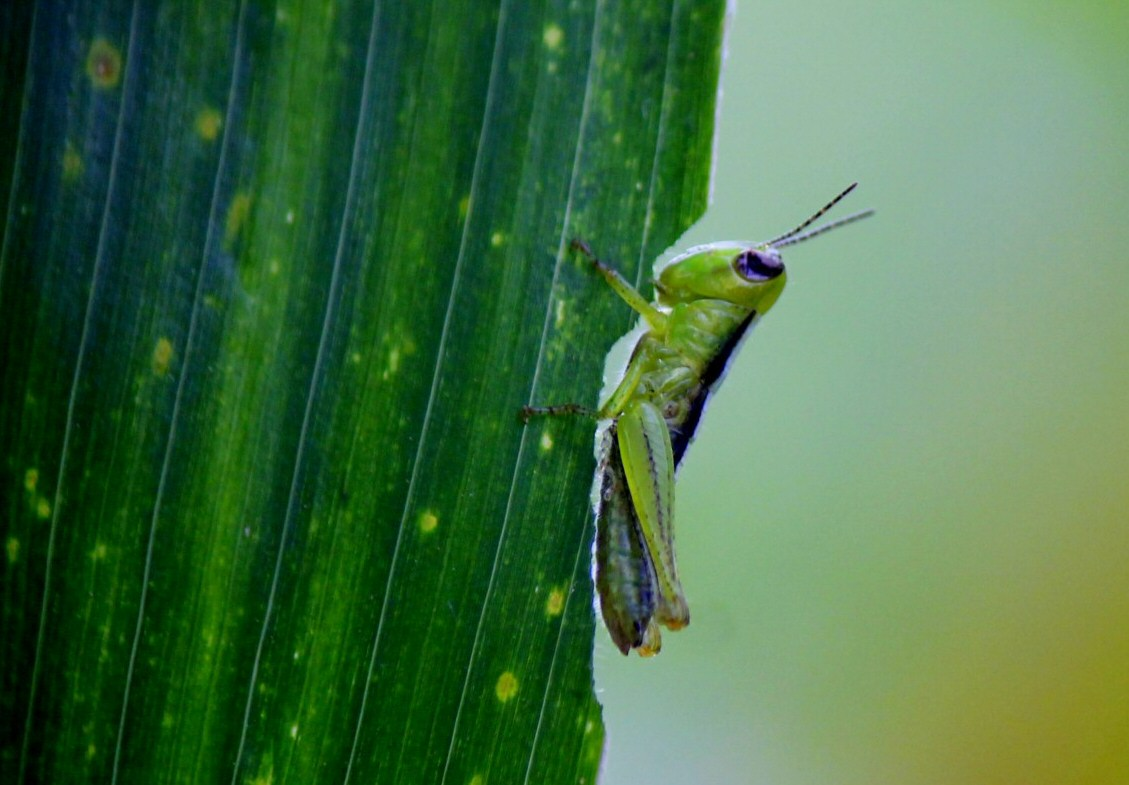
آفت زراعی: ملخ در حال خوردن برگ ذرت

ملخ‌ها در هر دو مرحلهٔ بلوغ و رشد مقادیر زیادی شاخ‌وبرگ می‌خورند و می‌توانند آفات جدی زمین‌های خشک و چمنزارها باشند. چراگاه، غلات، علوفه، سبزیجات و دیگر محصولات می‌توانند آسیب ببینند. ملخ‌ها اغلب در آفتاب می‌نشینند و در شرایط گرم و آفتابی رشد می‌کنند، بنابراین خشکسالی باعث افزایش جمعیت ملخ می‌شود. یک فصل خشکسالی معمولاً برای تحریک افزایش جمعیت کافی نیست، اما چند فصل خشک متوالی می‌تواند این کار را انجام دهد، به‌ویژه اگر زمستان‌های بین آن‌ها ملایم باشد تا تعداد زیادی از نیمف‌ها زنده بمانند. هرچند هوای آفتابی رشد را تحریک می‌کند، باید غذای کافی نیز برای جمعیت روبه‌افزایش ملخ‌ها وجود داشته باشد. این بدان معناست که هرچند بارندگی برای تحریک رشد گیاه لازم است، دوره‌های طولانی هوای ابری رشد نیمف‌ها را کند خواهد کرد.
بهترین راه جلوگیری از آفت شدن ملخ‌ها، دست‌کاری در محیط آن‌ها است. سایهٔ درختان آن‌ها را دلسرد می‌کند و می‌توان از ورودشان به مزارع جلوگیری کرد؛ با حذف گیاهان درشت از زمین‌های آیش و حاشیهٔ مزارع و جلوگیری از رشد انبوه کنار جوی‌ها و حاشیهٔ جاده‌ها. با افزایش جمعیت ملخ‌ها، ممکن است شمار شکارچیان هم افزایش یابد، اما این معمولاً به‌قدر کافی سریع نیست تا اثر زیادی بر جمعیت بگذارد. کنترل زیستی در حال بررسی است و هاگ‌های انگل پروتوزوآیی «نوزما لوکوستائه» می‌تواند همراه با طعمه برای کنترل ملخ‌ها به‌کار رود و بر روی حشرات نابالغ مؤثرتر است. در مقیاس کوچک، محصولات چریش می‌توانند به‌عنوان بازدارندهٔ تغذیه و مختل‌کنندهٔ رشد نیمف‌ها مؤثر باشند. حشره‌کش‌ها هم قابل استفاده‌اند، اما ملخ‌های بالغ به‌سختی کشته می‌شوند و از آنجا که از رویش‌های انبوه اطراف وارد مزارع می‌شوند، محصولات به‌سرعت دوباره آلوده می‌گردند.
برخی گونه‌های ملخ، مانند ملخ برنج چینی، در شالیزارهای برنج آفت هستند. شخم زدن تخم‌ها را به سطح زمین می‌آورد تا با تابش خورشید نابود شوند یا توسط دشمنان طبیعی خورده شوند. برخی تخم‌ها ممکن است آن‌قدر در خاک عمیق دفن شده باشند که امکان تفریخ نداشته باشند.

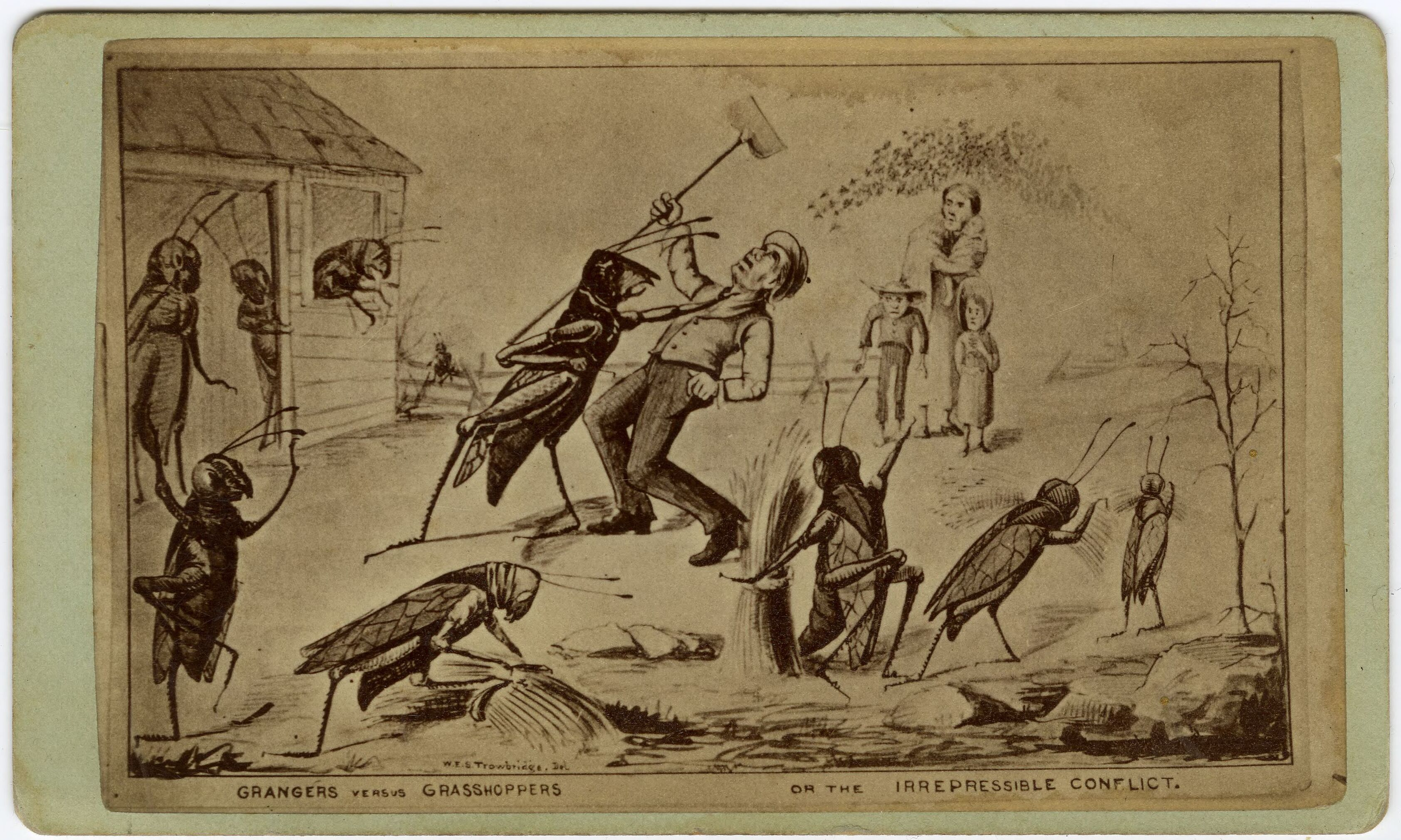
مبارزهٔ کشاورزان با ملخ‌ها در «نبرد اجتناب‌ناپذیر»، سنت پیتر، مینه‌سوتا.

هجوم دسته‌ملخ‌ها می‌تواند اثرات ویرانگری بر جمعیت‌های انسانی داشته باشد و باعث قحطی و آشفتگی‌های جمعیتی شود. آن‌ها هم در قرآن و هم در کتاب مقدس ذکر شده‌اند و همچنین عامل وبا دانسته شده‌اند، که از اجساد ملخ‌های غرق‌شده در دریای مدیترانه و در حال تجزیه روی سواحل ناشی می‌شده است. فائو و دیگر سازمان‌ها فعالیت دسته‌ملخ‌ها را در سراسر جهان پایش می‌کنند. استفادهٔ به‌موقع از حشره‌کش‌ها می‌تواند از تشکیل دسته‌های متحرک نیمف‌ها پیش از شکل‌گیری دسته‌های متراکم ملخ‌های بالغ جلوگیری کند. افزون بر کنترل متعارف با استفاده از حشره‌کش‌های تماسی، کنترل بیولوژیک آفات با استفاده از قارچ بیماری‌زای حشرات «متاریزیوم آکریدم» که به‌طور اختصاصی ملخ‌ها را آلوده می‌کند، با موفقیت‌هایی به‌کار رفته است.

### شناسایی مواد منفجره
در فوریهٔ ۲۰۲۰، پژوهشگران دانشگاه واشینگتن در سنت لوئیس اعلام کردند که «ملخ‌های سایبورگ» ی ساخته‌اند که قادر به شناسایی دقیق مواد منفجره هستند. به ملخ‌ها کوله‌پشتی‌های حسگری سبک متصل شد که فعالیت الکتریکی لوب‌های شاخکی آن‌ها را ثبت و به رایانه منتقل می‌کرد. ملخ‌ها توانستند محل بیشترین غلظت مواد منفجره را شناسایی کنند. پژوهشگران همچنین اثر ترکیب اطلاعات حسی چند ملخ بر دقت شناسایی را آزمایش کردند. فعالیت عصبی هفت ملخ به‌طور میانگین دقتی برابر با ۸۰٪ به دست داد، در حالی که یک ملخ منفرد تنها دقتی حدود ۶۰٪ داشت.

### در ادبیات

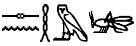
هیروگلیف مصری «snḥm»

واژهٔ مصری برای ملخ یا جیرجیرک در خط هیروگلیف همخوانی به‌صورت «snḥm» نوشته می‌شد. فرعون رامسس دوم سپاهیان هیتی‌ها را با ملخ‌ها مقایسه کرده است: «آن‌ها کوه‌ها و دره‌ها را پوشاندند و در انبوهی خود همچون ملخ بودند.»
یکی از حکایت‌های ازوپ که بعدها توسط ژان دو لا فونتن بازنویسی شد، داستان «مور و ملخ» است. مورچه تمام تابستان سخت کار می‌کند، در حالی که ملخ به بازی می‌پردازد. در زمستان مورچه آماده است، اما ملخ از گرسنگی می‌میرد. داستان کوتاه سامرست موآم با عنوان «مور و ملخ» نمادگرایی این حکایت را از طریق ساختاری پیچیده بررسی می‌کند. ضعف‌های انسانی دیگری جز آینده‌نگری‌نداشتن نیز با رفتار ملخ پیوند خورده‌اند.
برای نمونه، زنی بی‌وفا (که از مردی به مرد دیگر می‌پرد) در داستان کوتاه «پریگونیا» (۱۸۹۲) از آنتون چخوف «ملخ» نامیده می‌شود، و نیز در فیلم ملخ ساختهٔ جری پاریس در سال ۱۹۶۹.

### در مهندسی مکانیک

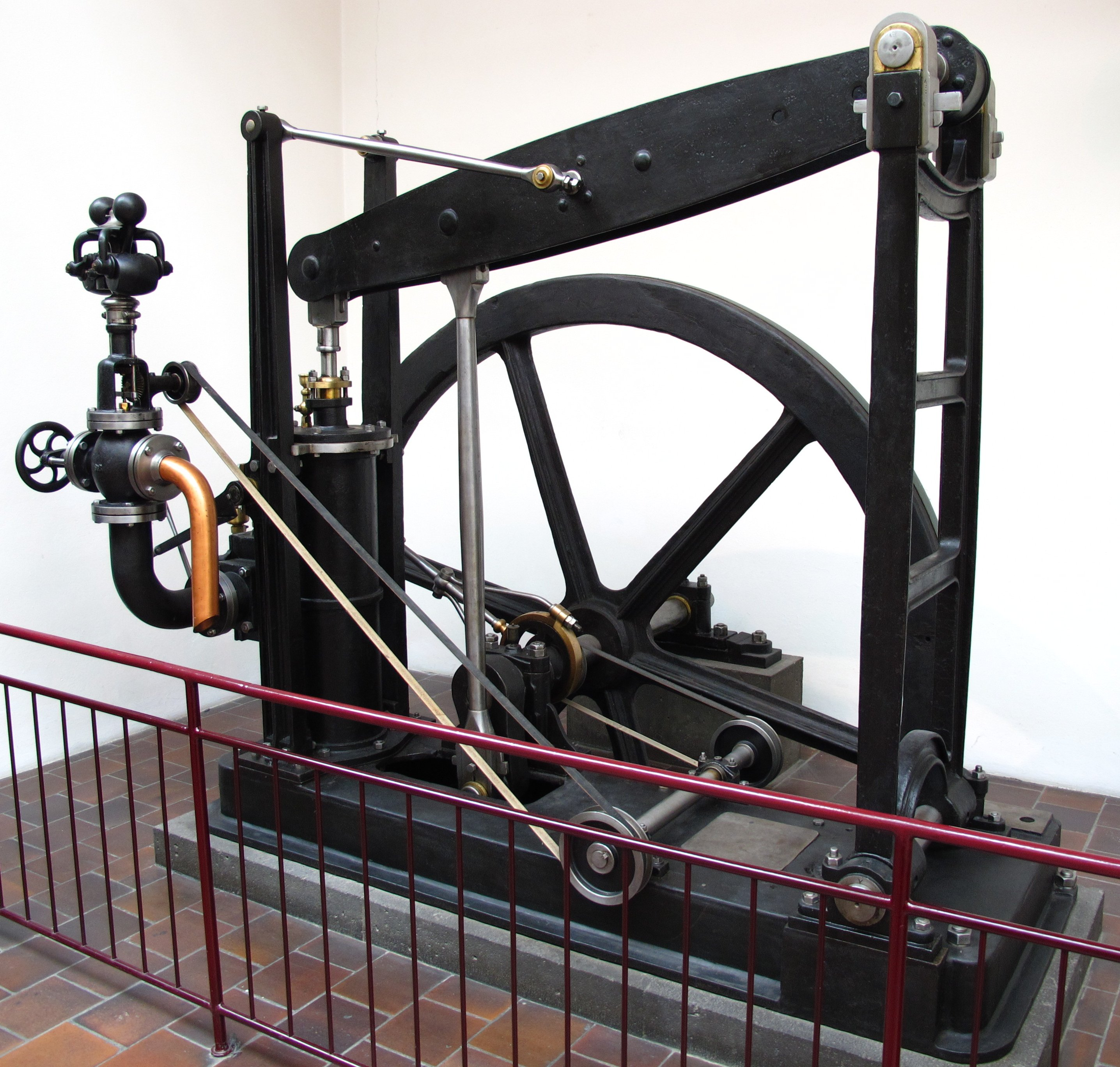
یک موتور تیرکشی گراشوپر، ۱۸۴۷

نام «گراشوپر» (به انگلیسی: Grasshopper، به معنای ملخ) به ال-۳ گراشوپر و پایپر جی-۳ کاب، هواپیماهای سبک داده شد که هر دو برای عملیات شناسایی و دیگر وظایف پشتیبانی در جنگ جهانی دوم به‌کار می‌رفتند. گفته می‌شود این نام هنگامی پدید آمد که سرتیپ اینیس پی. سوئیفت مشاهده کرد یک هواپیمای پایپر فرودی سخت انجام داد و با اشاره به پرش‌هایش گفت که شبیه یک ملخ است.
موتور تیرکشی گراشوپر نوعی موتور تیرکشی بود که در یک سر محور داشت و بازوی بلند افقی‌اش به پای عقبی ملخ شباهت داشت. این نوع در سال ۱۸۰۳ توسط ویلیام فری‌منتل ثبت اختراع شد.